# 都市索道

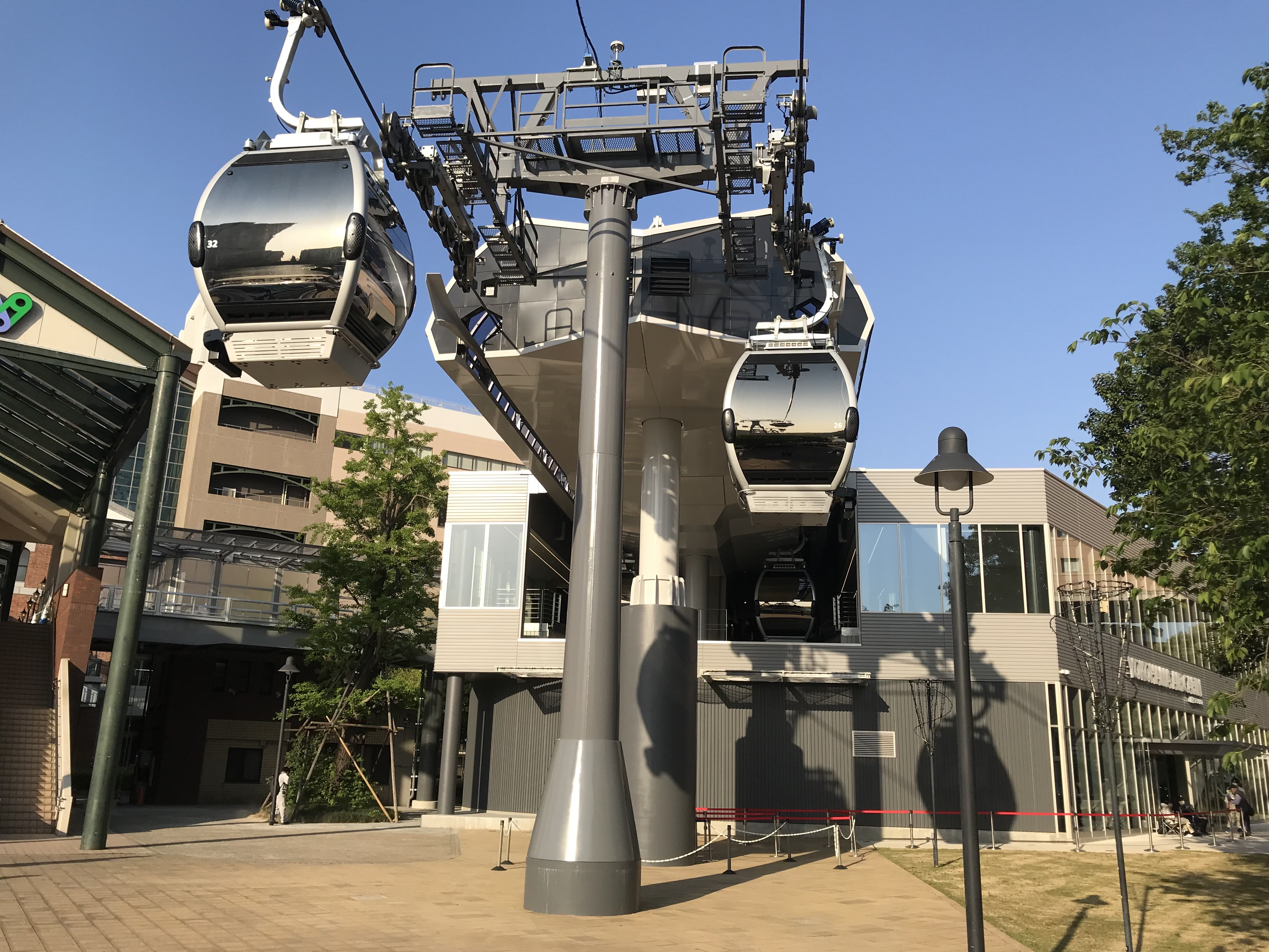
都市索道の例（YOKOHAMA AIR CABIN）

都市索道（としさくどう）は、索道のうち、都市における交通手段として用いられているものを指す。都市型索道や都市型ロープウェイとも呼ばれる。

## 概要

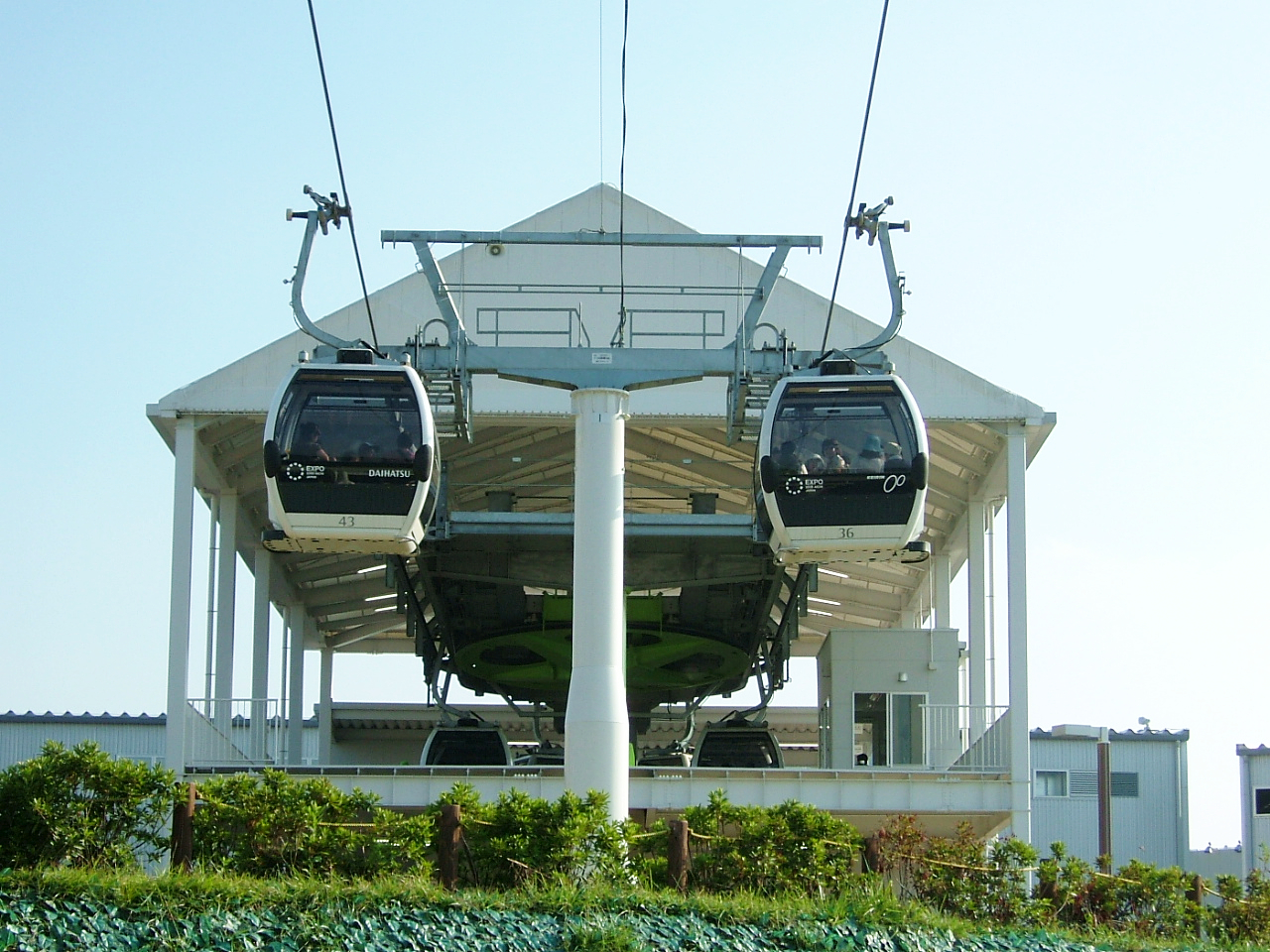
愛知万博開催中に運行されたキッコロゴンドラ

索道は従来の交通機関と比較した場合、空中を通るため、都市空間を有効活用できること、急勾配や渡河など地形の障害対応が容易なこと、循環式の場合はエスカレーターのような連続輸送が可能で待ち時間が少ないこと、各搬器に運転士が不要なため、比較的少数の人員で運行可能なこと、バリアフリー対応が容易なこと、排気ガス、騒音が少なく環境への負担が少ないことが利点とされる。
一方欠点としては、路線バスよりは輸送力が大きいものの、鉄道と比べると小さいこと、原則直線でしか軌道を敷設することができず、進路を曲げたい場合は中間駅を介さなければならないこと、びわ湖バレイロープウェイのように速度が最大でも40km/h程度までしか出せないこと、速度やロープの技術上の制限から長距離の移動には適さないことなどが挙げられる。
ただ、曲線で建設出来ない索道の弱点を克服するため、3Sロープウェイの懸垂器を交換してランゲン式や上野式に類似した懸垂式モノレールへ乗り入れしたり、搬器の下部に台車を連結して路線バスやBRT、ULTraをはじめとする個人用高速輸送システムのように自動運転技術で道路を走行出来るようにする方法も構想されている。また既に、索道技術をベースにしたIビーム式モノレールのスカイレールが実用化しているほか、別のアプローチとしてZipparと呼ばれる自走式搬器型の都市索道の開発も進められている。
搬器は普通索道と呼ばれる閉鎖式のものを使用し、安全性の問題から特殊索道のようなイスのみの開放式搬器はまず採用されない。走行方式はゴンドラリフトと呼ばれる自動循環式か、ロープウェイと呼ばれる交走式を採用することが多いが、山口きらら博の「きらゴン」のように、パルスゴンドラと呼ばれる連接式搬器の固定循環式を採用した例もある。
索道を都市交通として使用する場合、0.3km - 4.2km程度の移動に最も効果があるとされる。だがスキー場など冬季寒冷地での使用と違い、冷房、夜間使用での照明、通信設備の電力需要が高まるため、電源確保が重要となる。
例えば先述のきらゴンの場合、専用の搬器に小型発電機を搭載して冷房の搭載に対応した。YOKOHAMA AIR CABINの場合、各ゴンドラに蓄電池を搭載して、エアコンの使用が可能になっている。3Sロープウェイの場合、滑車式の発電装置を内蔵し、電力供給を行うシステムを搭載することが可能となっている。

## 歴史
索道は長年、スキー場や山岳地帯の観光用の交通手段や貨物用途での建設が多く、都市向けの交通手段としてはあまり注目されていなかった。固定循環式は乗客の乗降を考慮しすぎると巡航速度が遅く、逆に速度を上げすぎると乗客の乗降が困難になるという特性があり、交走式は乗り降りは停止しながら行えるのでこれらの問題は無いものの、搬器数が1～2台と少ないため輸送力が小さいという欠点があったためである。そのためケルン・ザイルバーンやルーズベルト・アイランド・トラムウェイのように河川を渡る場合など、一部の用途に限られていた。
日本でも、1912年から1920年において大阪の初代通天閣と新世界ルナパークを結んでいた「ロープ・ウエィ」や、1914年に東京大正博覧会の「ケーブルカー」、1928年の東北産業博覧会の「架空ケーブルカー」、1931年に開業した浅草松屋屋上の「航空艇」、1951年から1953年にかけて東京都渋谷区の渋谷駅前、東急百貨店東横店にあった「ひばり号」等の事例があるにすぎず、これらの廃止後は先述の通り、スキー場や山岳地帯の観光用での使用が主となっていた。

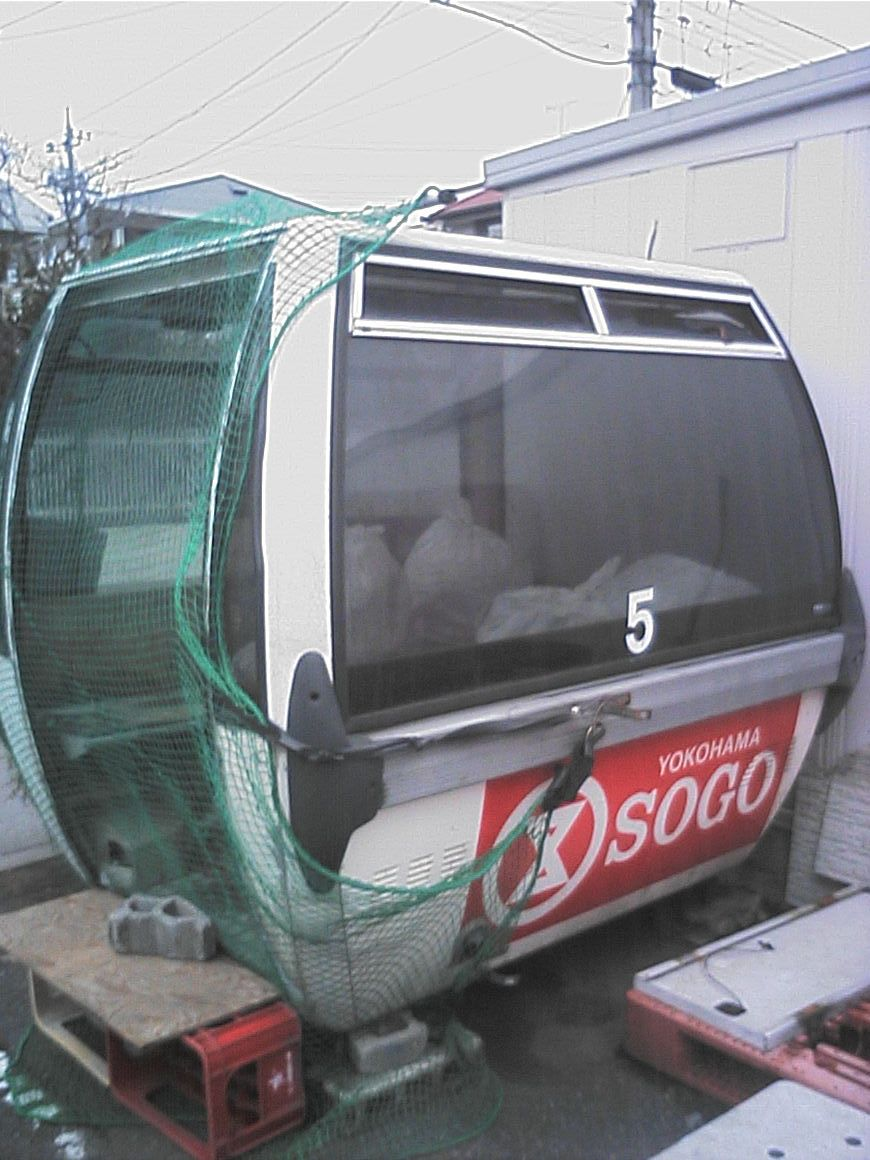
横浜博覧会で使用されたゴンドラ

しかし固定循環式を改良し、駅において搬器をロープから自動で切り離す自動循環式が普及し始めると、温室効果ガス排出の少なさなどから、都市向けの交通手段として検討され始めるようになった。しかし、それまであまり重要視されていなかった空調や、様々な電子機器の搭載が自動車や鉄道では既に行われており、索道においても電力供給という課題が上がったが、索道は外部からの電力供給は難しく、すぐに都市交通としては普及しなかった。例えば1999年に開業したよみうりランドのスカイシャトルは、搬器の換気は窓の開閉で行うのみで、冷房装置は搭載されていない。またスカイシャトルは常設で敷地外へもアクセス可能なものの、これ以外では大阪万博のレインボーロープウェイ、東京ディズニーランドのスカイウェイ、横浜博覧会の横浜博スカイウェイ、山口きらら博のきらゴン、愛知万博のモリゾーゴンドラとキッコロゴンドラのように、敷地内のみのアクセスだったり、博覧会の開催中など期間限定での運行しか行われていなかった。

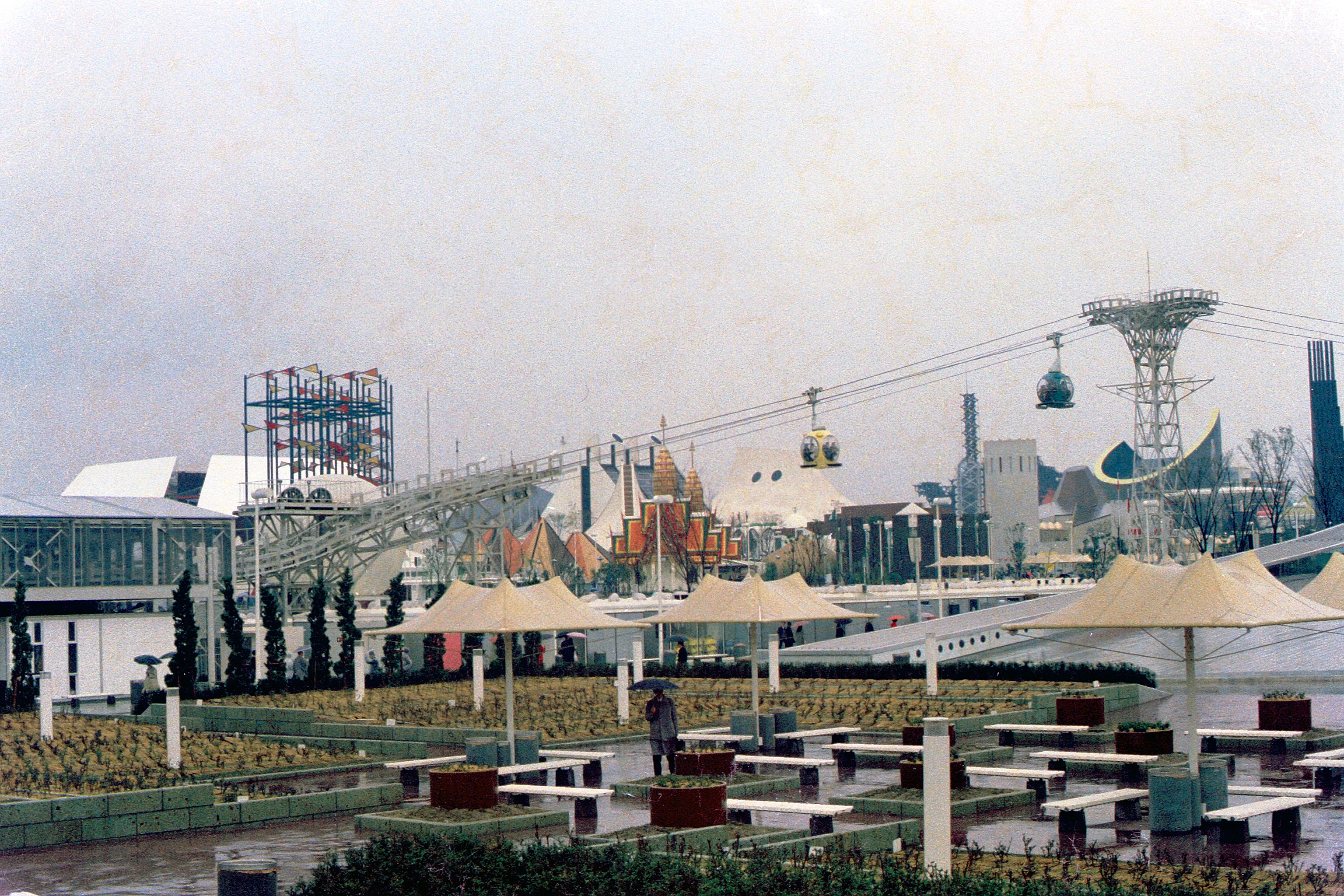
大阪万博開催中に運行されたレインボーロープウェイ

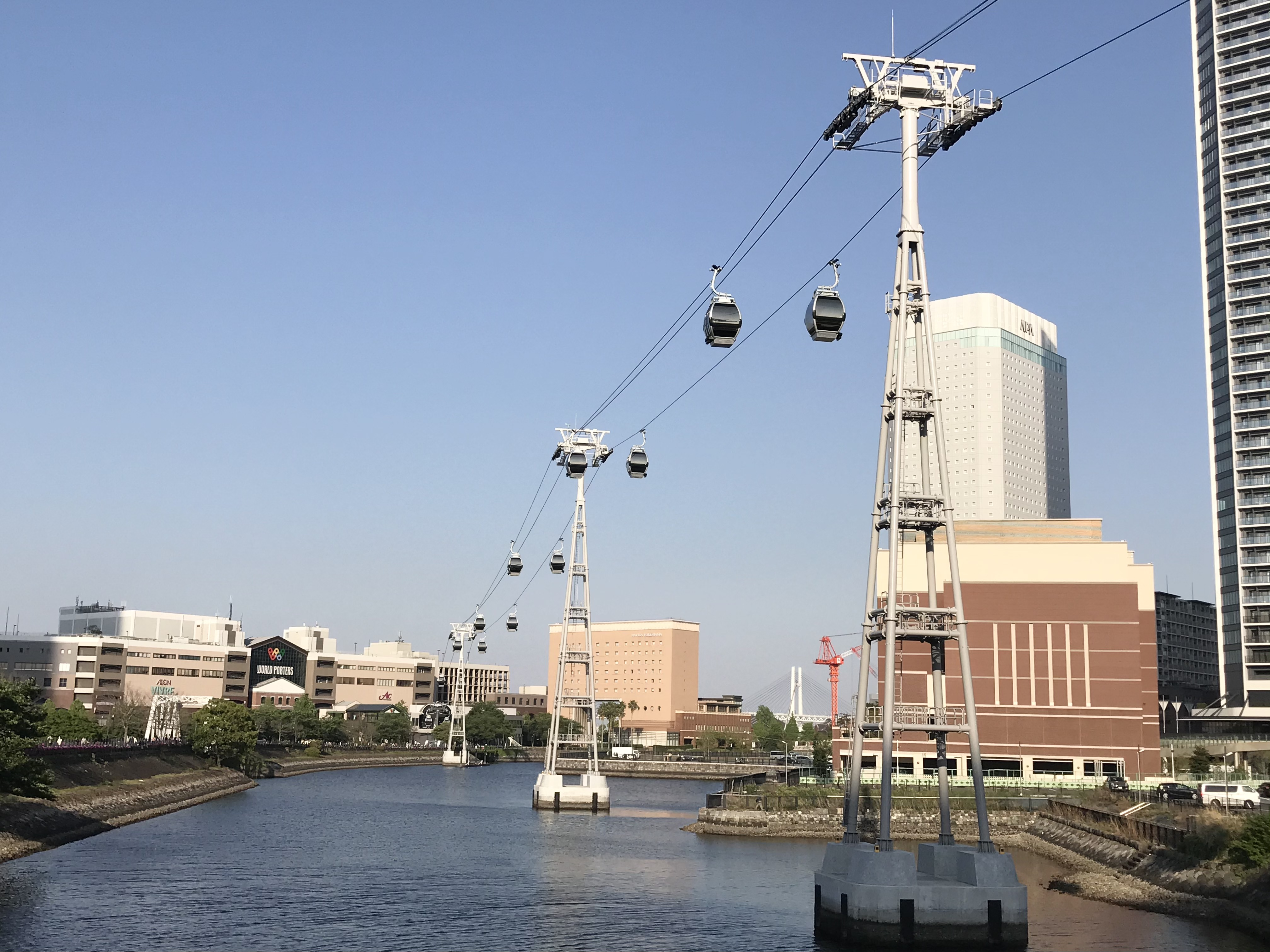
YOKOHAMA AIR CABIN

そしてこれらの課題に一定の目途が立った2010年、ドイツのコブレンツで連邦園芸博覧会開催に合わせて3Sロープウェイ方式のザイルバーン・コブレンツが、そしてイギリスのロンドンではオリンピック開催に合わせて、自動循環式のエミレーツ・エア・ライン（現・ロンドン・ケーブルカー）が2012年に開業した。そしてロンドンオリンピックを機に注目された都市索道は広がりを見せ、2014年にはボリビアのラパスで大規模な都市索道の路線網で構成されたミ・テレフェリコが開業した。
日本においても2021年に横浜みなとみらい地区においてYOKOHAMA AIR CABINが開業した。また他にも建設計画や構想が存在する（#建設予定・計画・構想の節を参照）。

## 主な都市索道の一覧

### ヨーロッパ

#### ドイツ
- ケルン・ザイルバーン（ドイツ語版）（ケルン）
- ザイルバーン・コブレンツ（コブレンツ）

#### イギリス
- ロンドン・ケーブルカー（ロンドン）

#### スペイン
- テレフェリコ・デ・ポルト・ベイ（英語版）（バルセロナ）
- テレフェリコ・デ・モンジュイック（英語版）（バルセロナ）

#### フランス
- テレフェリク・デ・ブレスト（フランス語版）（ブレスト）
- テレフェリク・デ・グルノーブル・バスティーユ（フランス語版）（グルノーブル）
- テレフェリク・デ・トゥールーズ（フランス語版）（トゥールーズ）- 「テレオ」の愛称がある。

#### ロシア
- ニジニ・ノヴゴロド・ロープウェイ（英語版）（ニジニ・ノヴゴロド）

### アジア

#### 日本
- スカイシャトル（東京都稲城市・神奈川県川崎市）[18]
- YOKOHAMA AIR CABIN（神奈川県横浜市）

#### 韓国
- 松島海上ケーブルカー（釜山広域市）[19]

#### 中華民国
- 猫空ロープウェイ（台北市）

#### ベトナム
- ホントム・ケーブルカー（ベトナム語版）（フーコック）

#### シンガポール
- シンガポール・ケーブルカー（シンガポール）

#### ジョージア
- ナリカラ・ロープウェイ（フランス語版）（トビリシ）

#### イスラエル
- ラカバリット（ヘブライ語版）（ハイファ）

### 南北アメリカ

#### アメリカ合衆国
- ルーズベルト・アイランド・トラムウェイ（ニューヨーク）
- ミシシッピ・エアリアル・リバー・トランジット（英語版）（ニューオーリンズ）
- ポートランド・エアリアルトラム（英語版）（ポートランド）

#### メキシコ
- メヒカブレ（メキシコシティ）
- カブレブス（メキシコシティ）

#### ボリビア
- ミ・テレフェリコ（ラパス）

#### ベネズエラ
- メトロカブレ・デ・カラカス（カラカス）
- メリダ・ケーブルカー（英語版）（カラカス）

#### コロンビア
- トランス・ミ・カブレ（英語版）（ボゴタ）
- メトロカブレ・デ・メデジン（英語版）（メデジン）

#### エクアドル
- アエロヴィア（英語版）（グアヤキル）

#### ブラジル
- テレフェリコ・ド・アレマン（英語版）（リオデジャネイロ）

### アフリカ

#### アルジェリア
- テレフェリク・トレムセン（フランス語版）（トレムセン）
- テレフェリク・コンスタンティーヌ（フランス語版）（コンスタンティーヌ）
- テレフェリク・スキクダ（フランス語版）（スキクダ）
- テレフェリク・ウエド・コリシュ（フランス語版）（アルジェ）
- テレフェリク・バブエル・ウエド（フランス語版）（アルジェ）
- テレフェリク・ティジ・ウズー（フランス語版）（ティジ・ウズー）

#### レユニオン
- パパン（フランス語版）（サン＝ドニ）

## 建設予定・計画・構想

### アジア

#### 日本
- 北海道石狩市（石狩湾新港 - 市中心部 - 手稲・麻生・栄町） - 石狩モノレールの代替構想として、2023年度から導入検討。函館本線手稲駅を結ぶ「手稲ルート」、南北線麻生駅を結ぶ「麻生ルート」、東豊線栄町駅および札幌飛行場（丘珠空港）を結ぶ「栄町ルート」の3ルートが候補に上がっている[20][21][22][23]。
- 宮城県富谷市（泉中央駅 - 明石台） - 2024年11月の第3回市地域公共交通活性化協議会において、地下鉄やBRTとともに導入を検討するとした[24][25][26]。
- 東京都台東区（恩賜上野動物園） - 東京都交通局上野懸垂線の後継としてZipparが検討候補に上がっていた[27][28][29][30]。しかし、泉陽興業の開発する公共交通システムのエコライドが採用されることが、2024年3月29日に建設局より公表された[31][32]。
- 東京都江東区（汐留 - 有明）[33][34]
- 神奈川県横浜市西区・中区（横浜駅東口 - 横浜市中央卸売市場 - みなとみらい地区 - 山下埠頭）[35][36][37]
- 神奈川県秦野市（秦野市保健福祉センター - 秦野駅 - 秦野赤十字病院、秦野戸川公園 - 渋沢駅）[28][38][39]
- 新潟県新潟市中央区（万代島）[29][40]
- 兵庫県神戸市中央区（新港突堤西地区 - 中突堤・メリケンパーク - 神戸ハーバーランド）[41][42]
- 長野県飯田市（飯田駅 - 長野県駅 - 元善光寺駅） -  2022年9月13日開催の飯田市リニア推進特別委員会において、中央新幹線と飯田線の将来のアクセス手段として、パーソナルモビリティや自動運転車、空飛ぶクルマ、デュアル・モード・ビークルなどと共にZippar導入の比較検討をしている[43]。
- 福岡県福岡市博多区「福岡スカイウェイ」（博多駅 - 博多港）[44] - 市議会の反対により、2019年に一度導入を断念[45]。だが、2024年の福岡市「都市交通基本計画」改定の民間企画提案募集により、今度はZipparでの導入が再度提案された[46][47]。
- 長崎県佐世保市（ハウステンボス）[28]
- 沖縄県豊見城市（赤嶺駅－瀬長島－豊崎）[48][49]
- 沖縄県うるま市[29][30][50]

#### ネパール
- ガンダキ州ポカラ[51]

#### マレーシア
- ペナン州ペナン島[52]

### フィリピン
- バギオ[53]

### ヨーロッパ

#### フランス
- キャブル1（フランス語版）（イル＝ド＝フランス地域圏）
- メトロキャブル・グルノーブル（フランス語版）（グルノーブル）

## ギャラリー

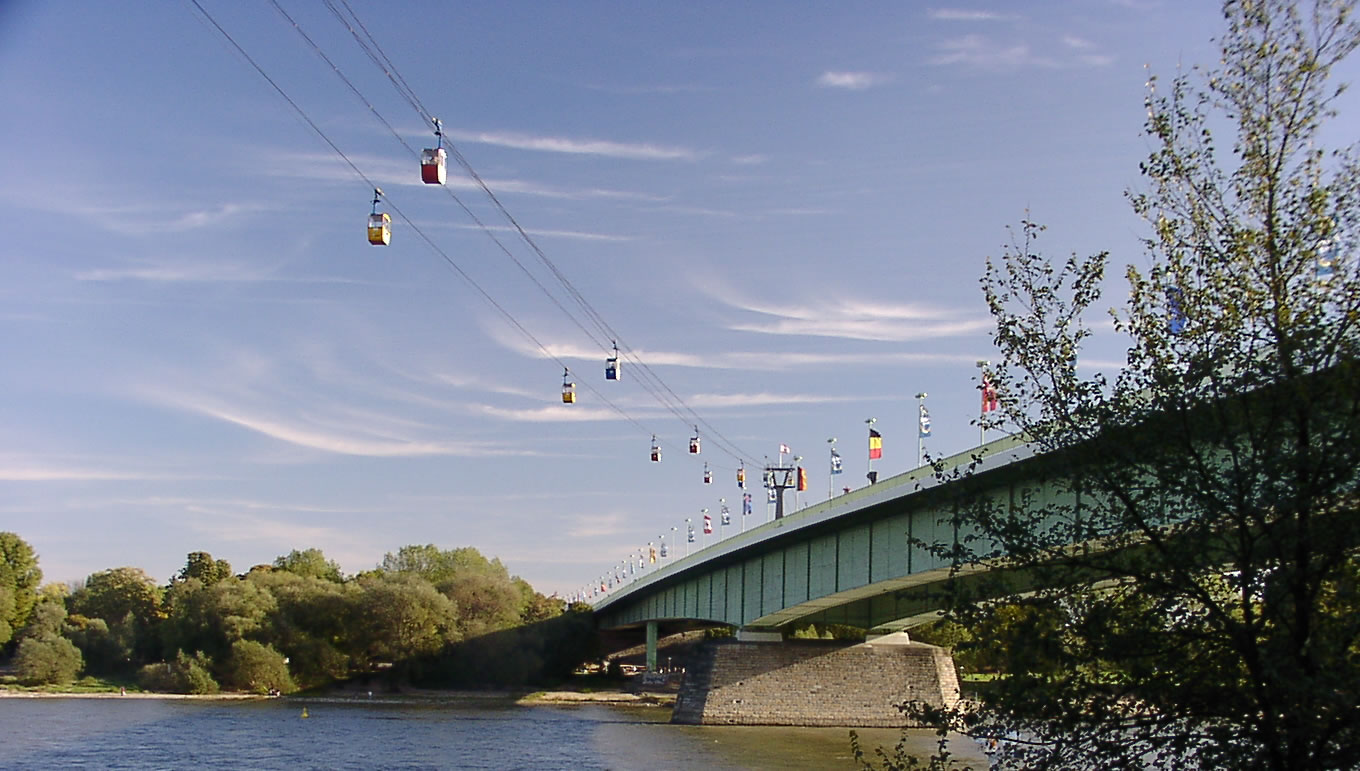
ケルン・ザイルバーン
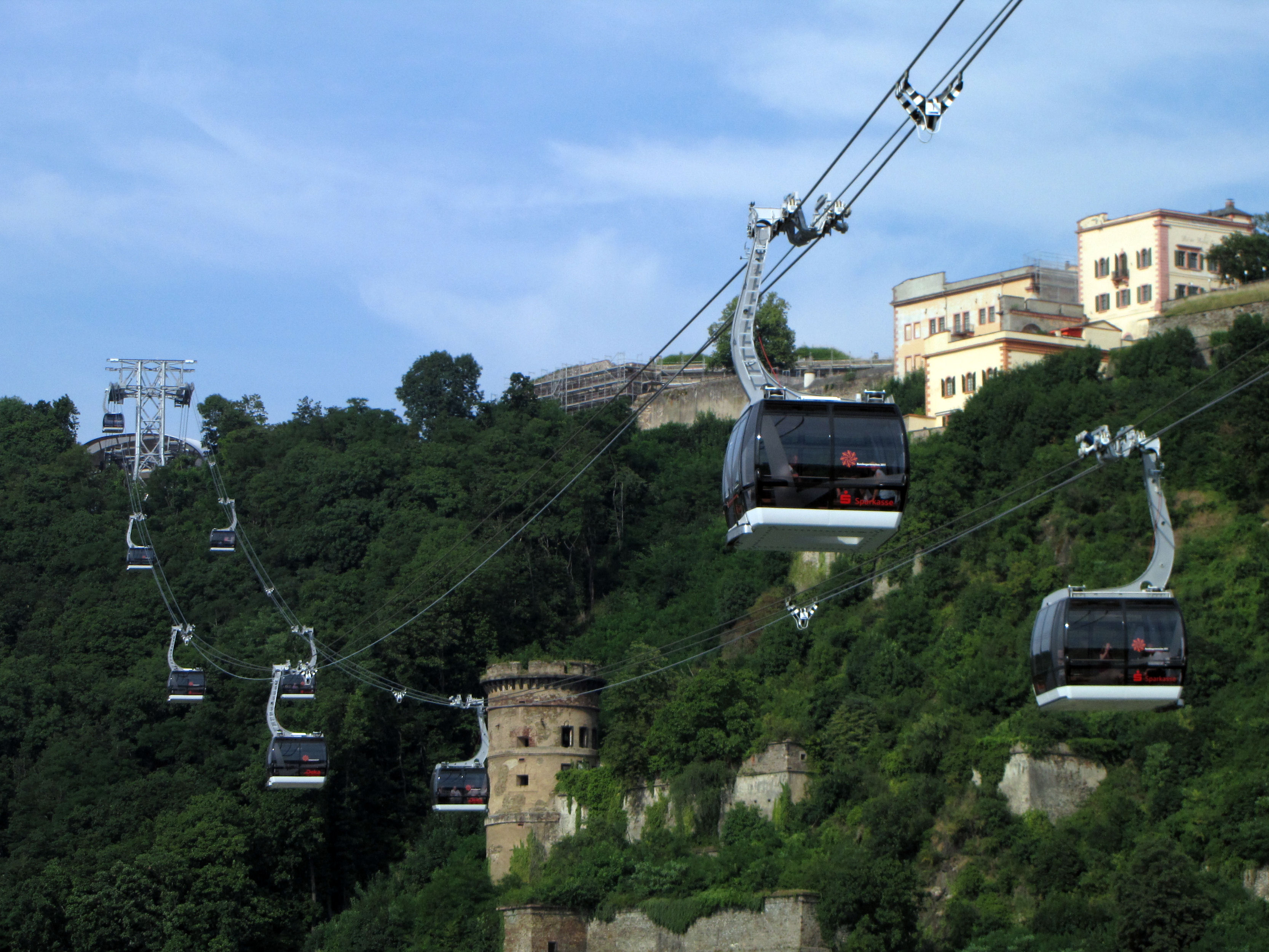
ザイルバーン・コブレンツ
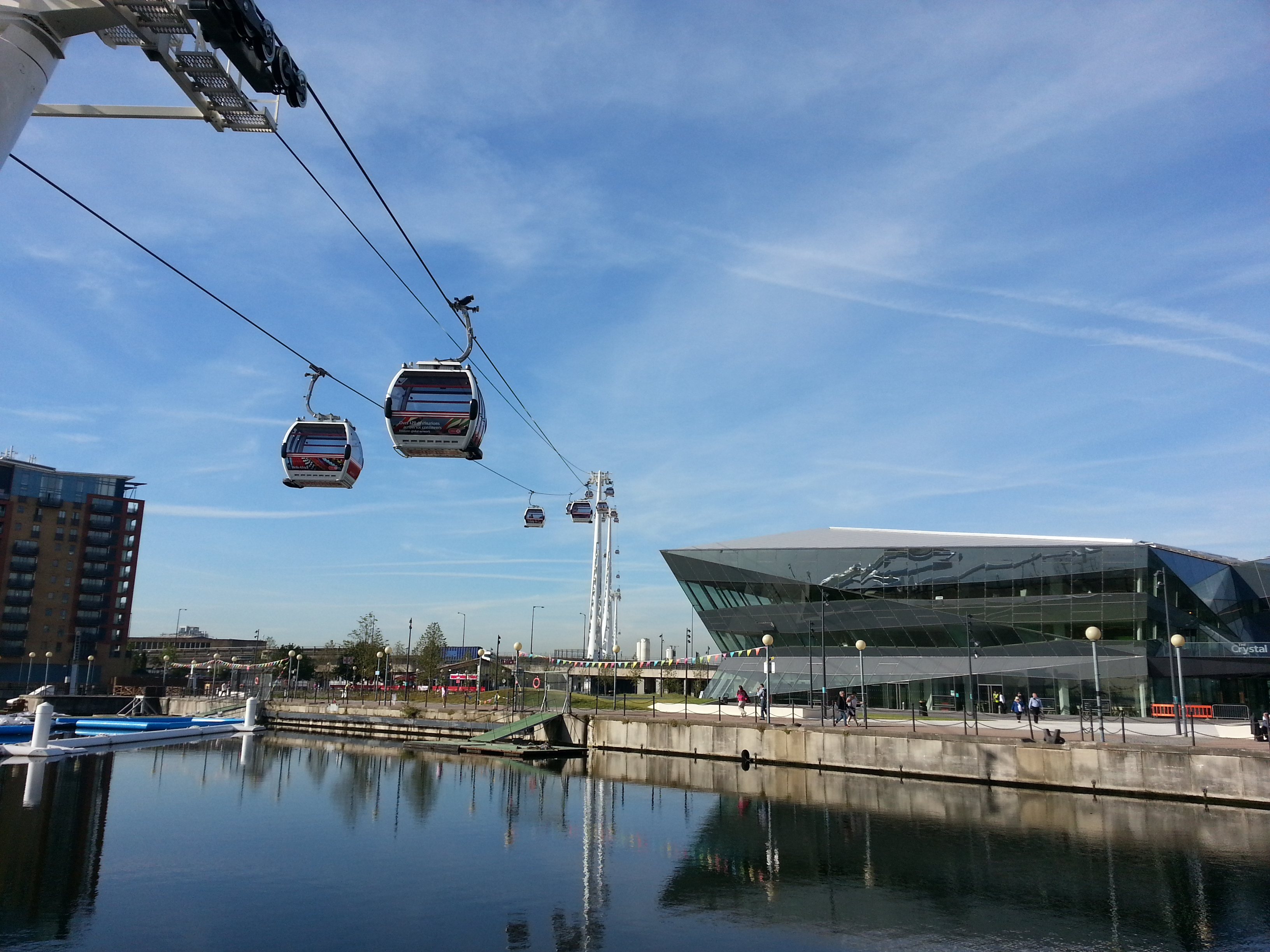
ロンドン・ケーブルカー
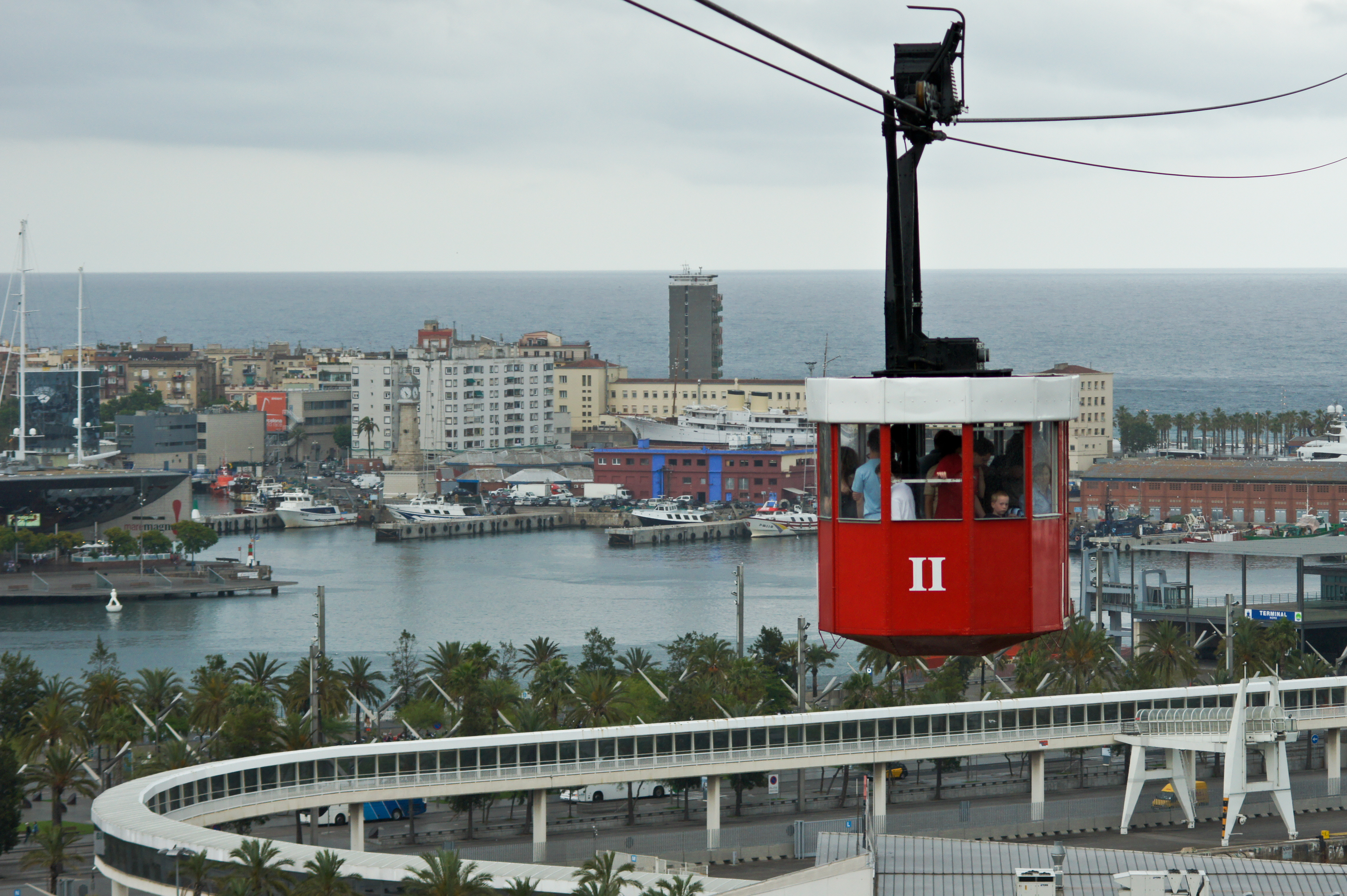
テレフェリコ・デ・ポルト・ベイ
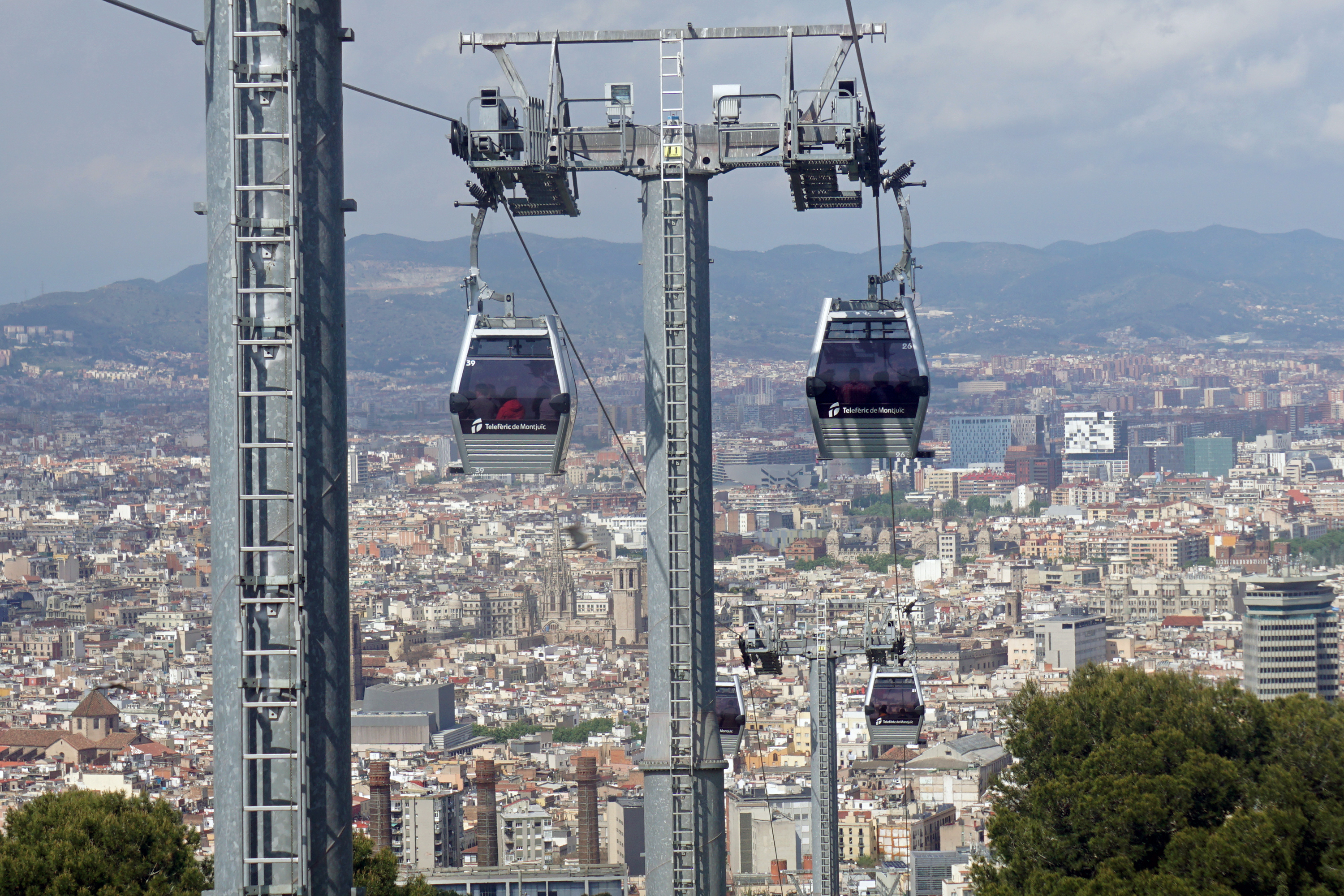
テレフェリコ・デ・モンジュイック
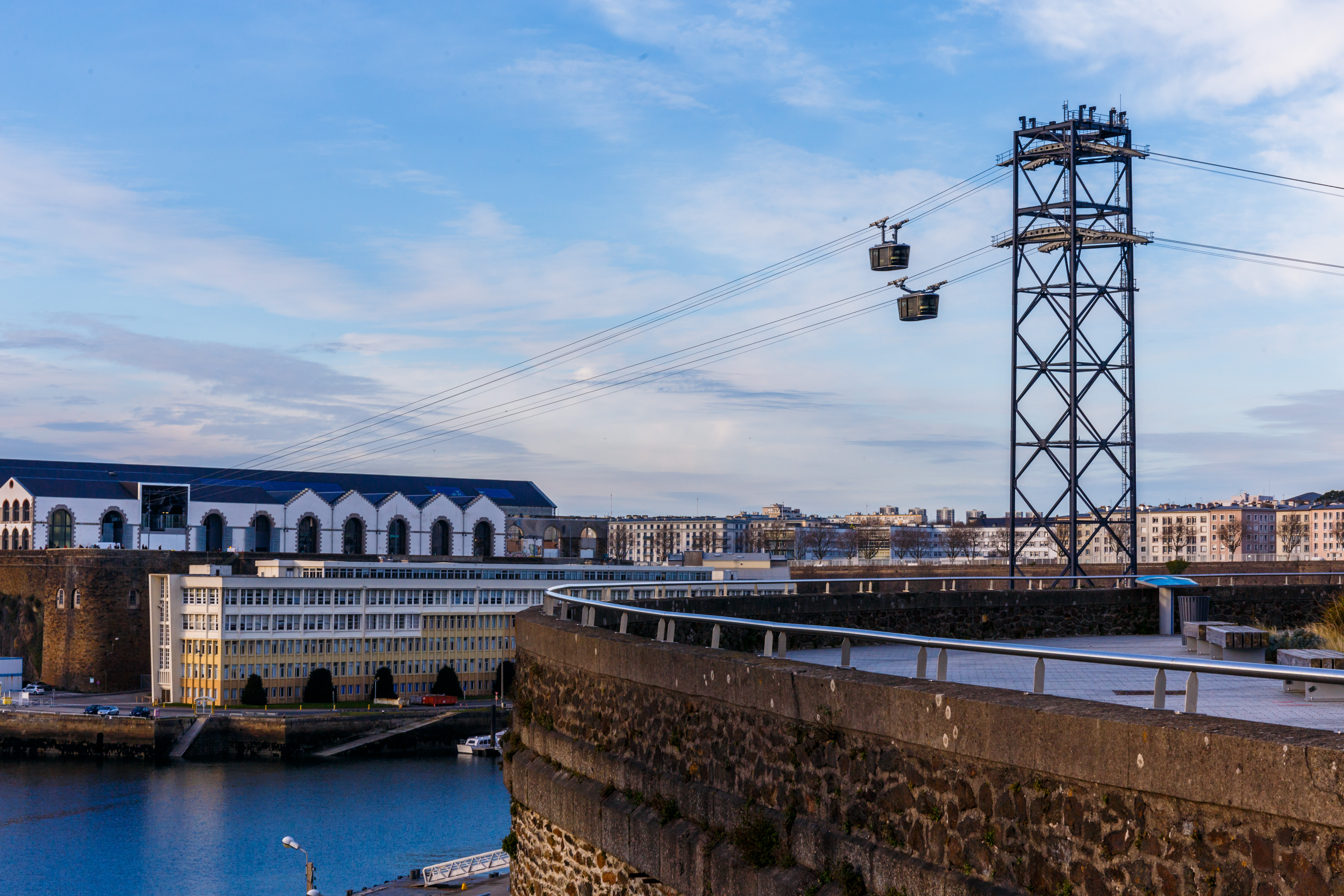
テレフェリク・デ・ブレスト
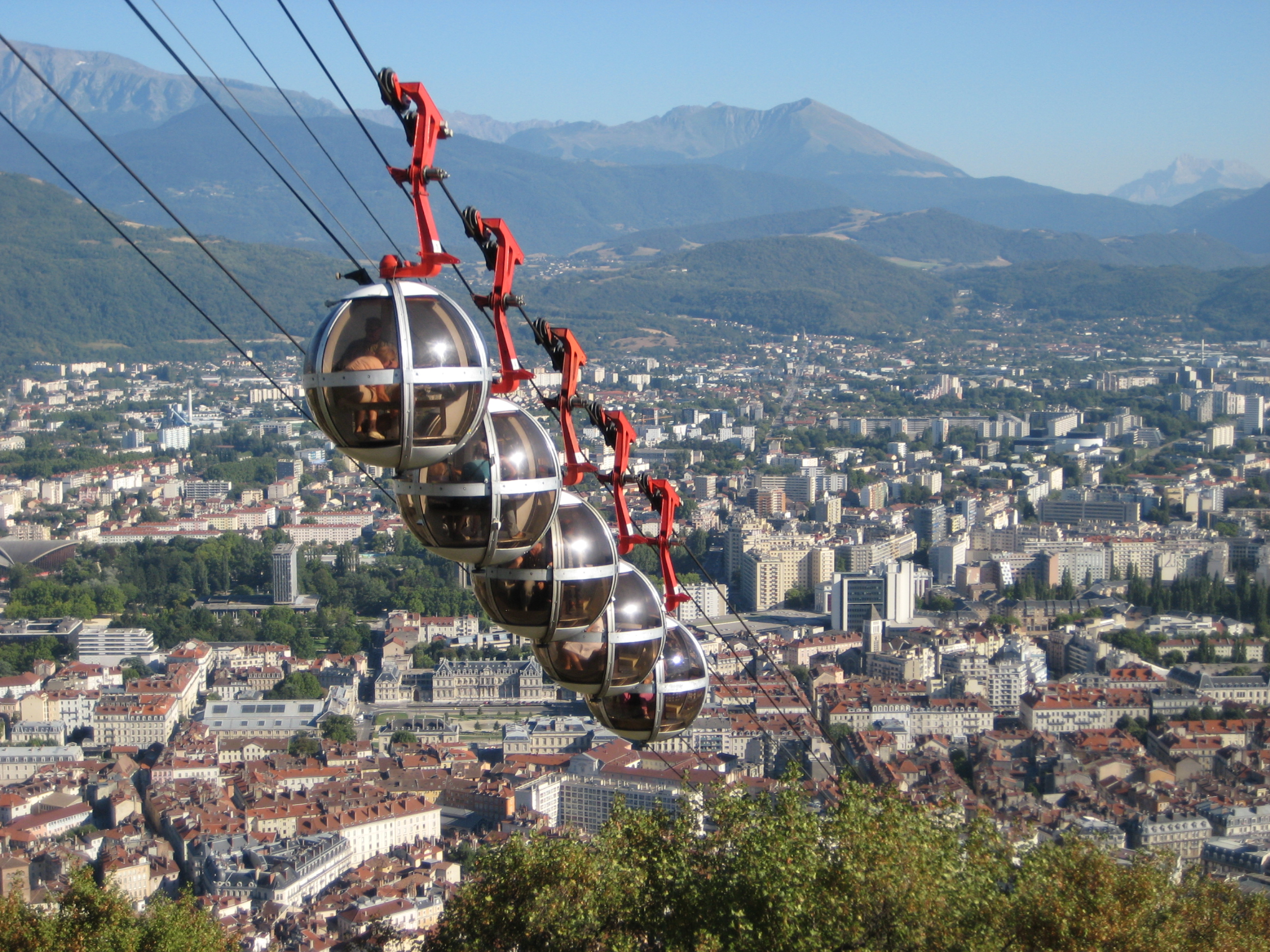
テレフェリク・デ・グルノーブル・バスティーユ
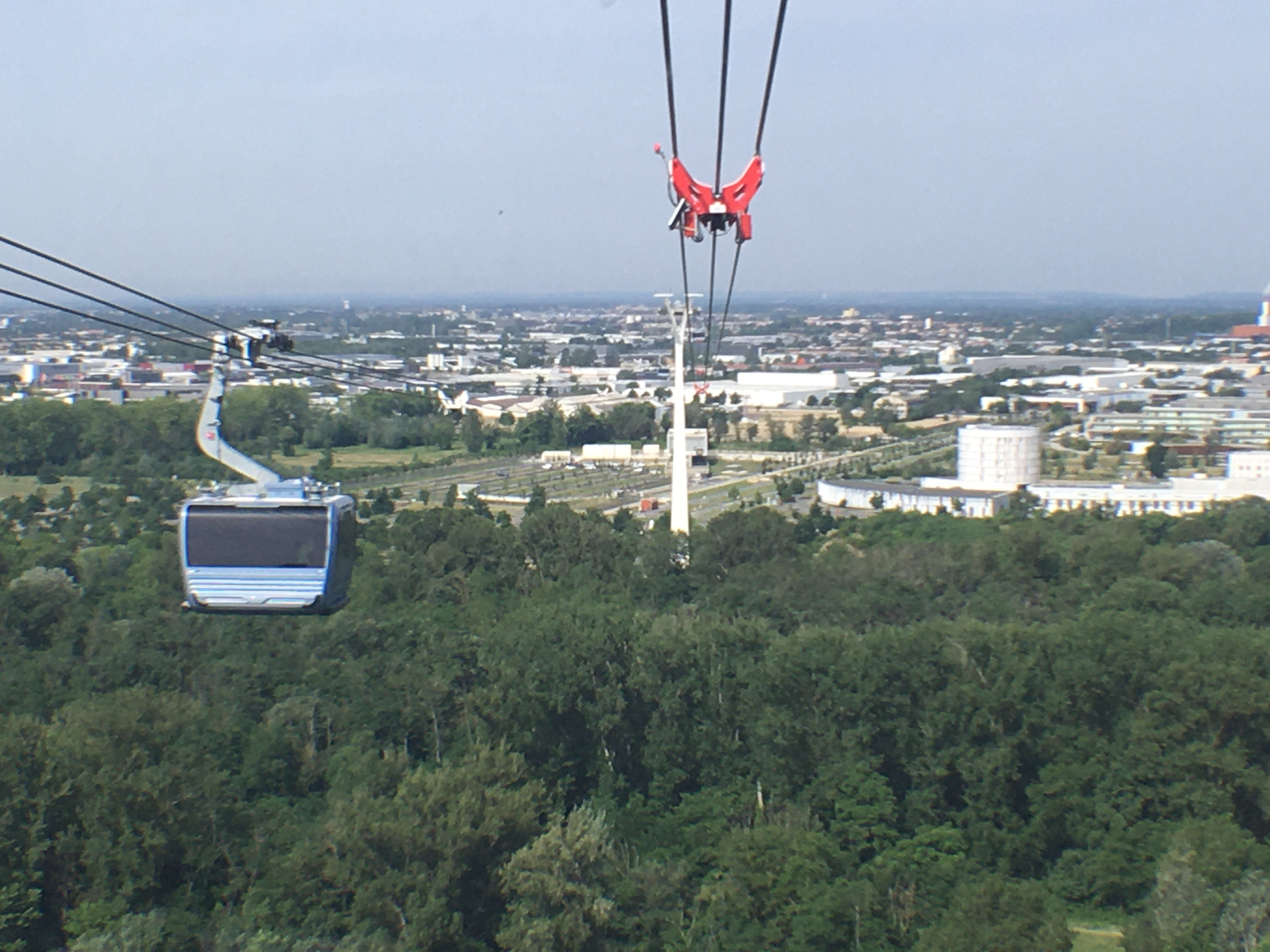
テレフェリク・デ・トゥールーズ（テレオ）
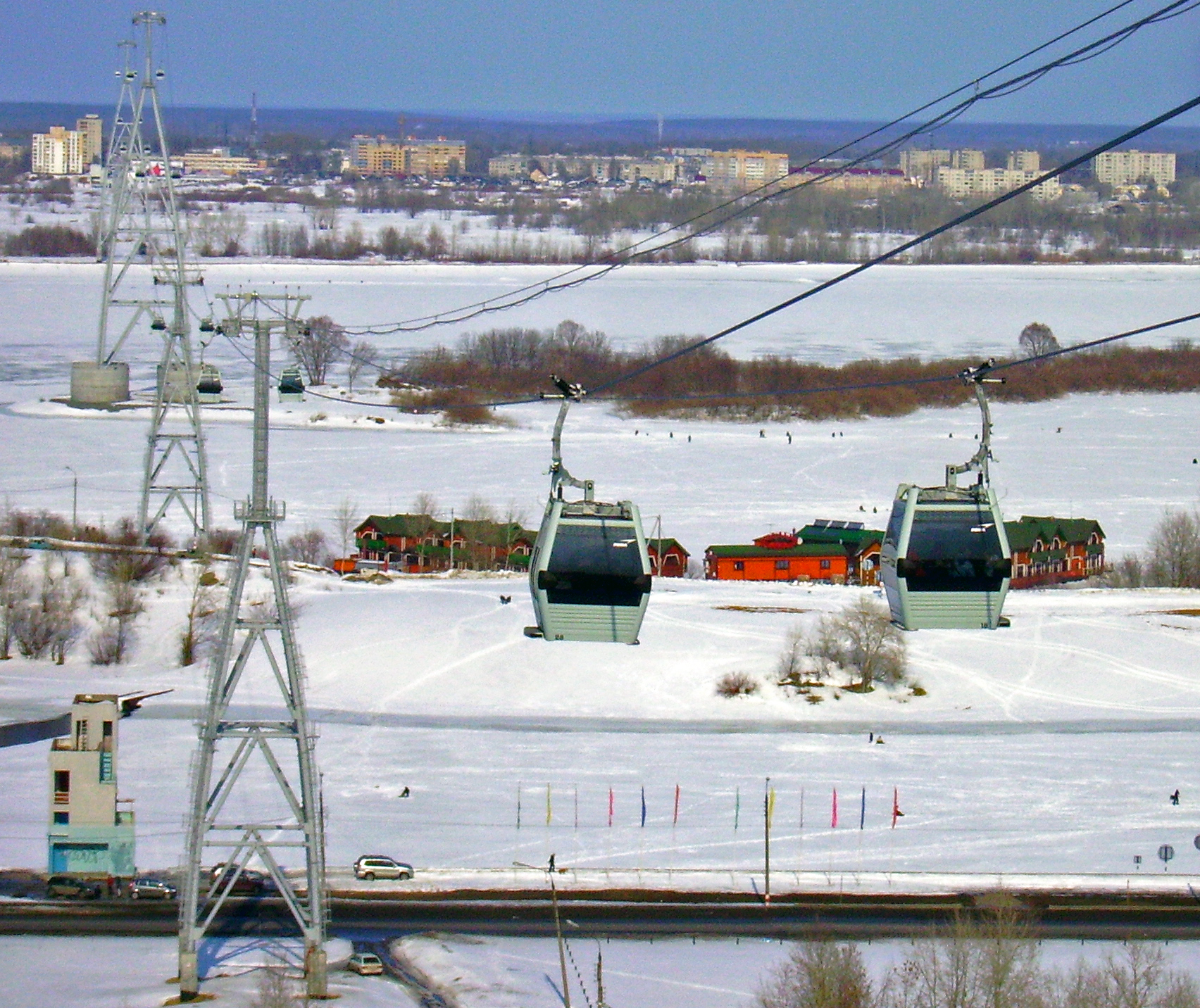
ニジニ・ノヴゴロド・ロープウェイ
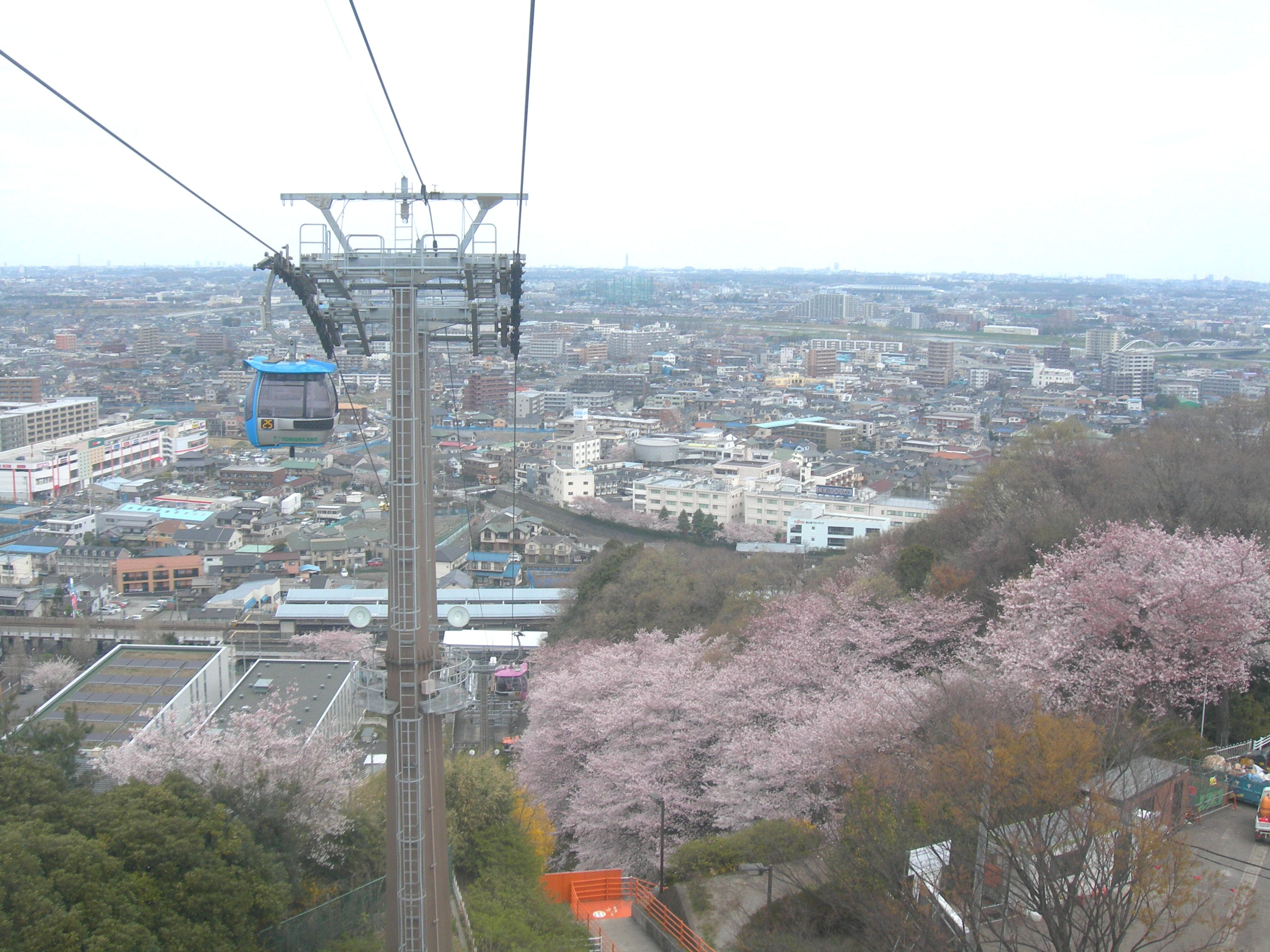
よみうりランドスカイシャトル
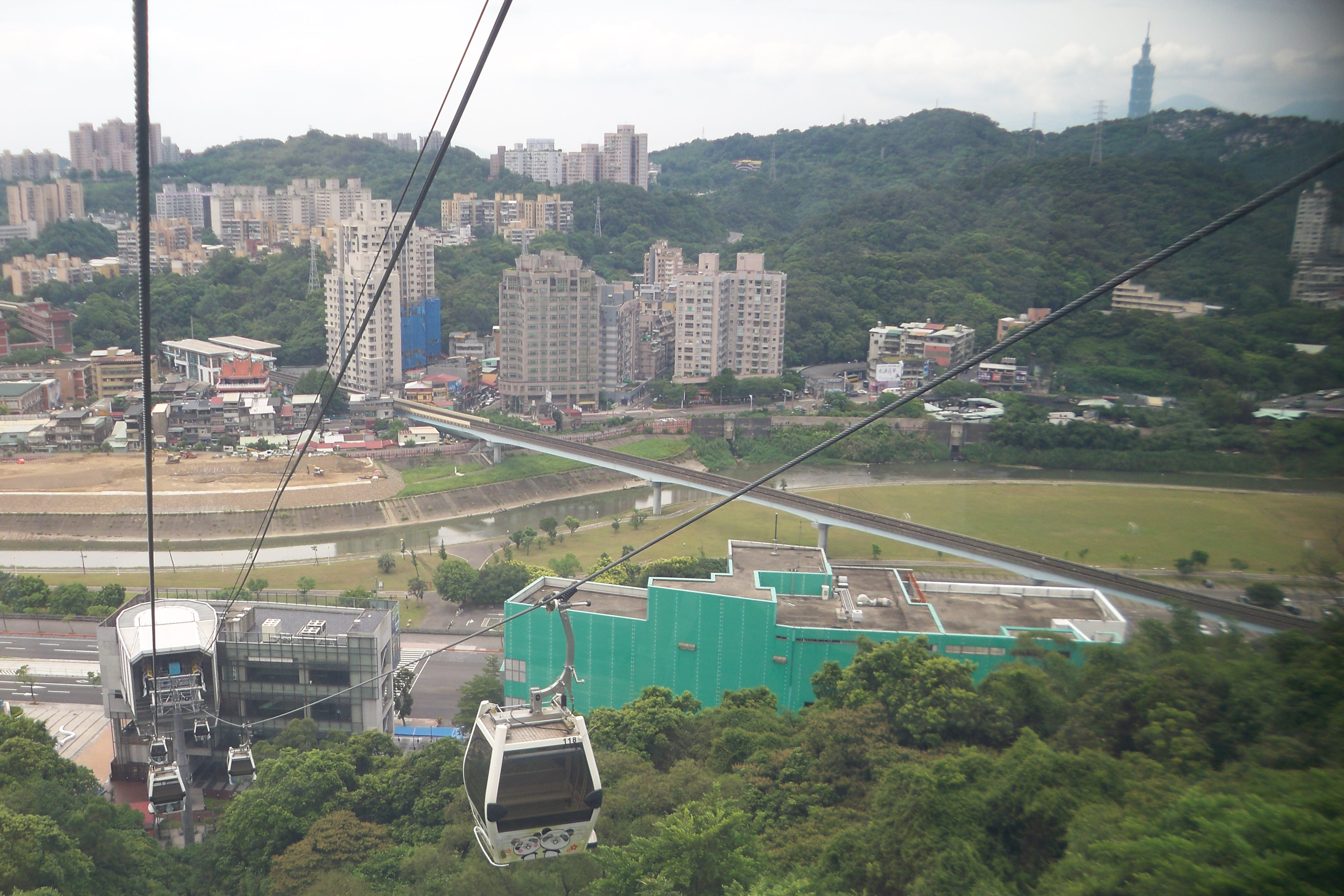
猫空ロープウェイ
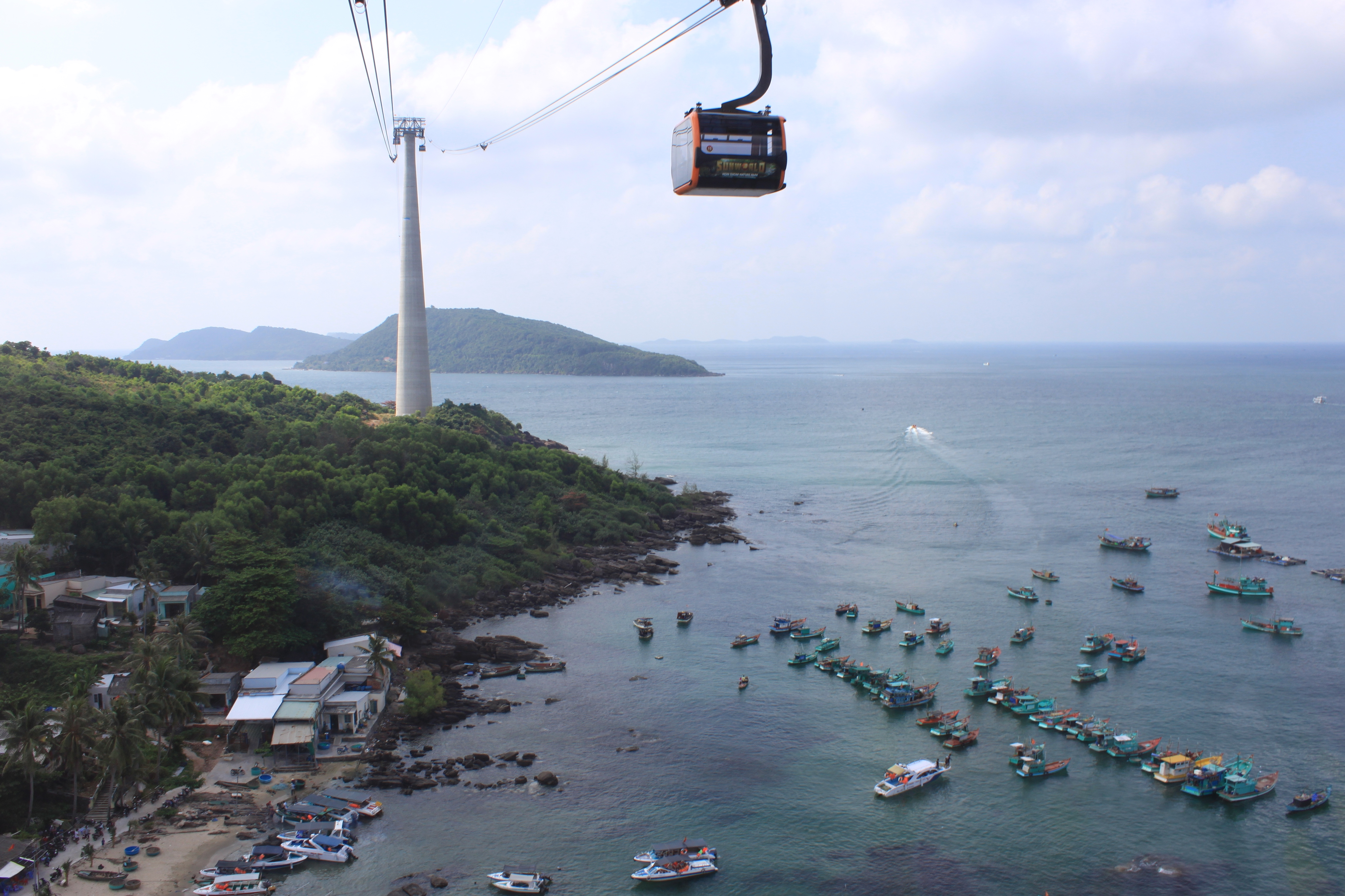
ホントム・ケーブルカー
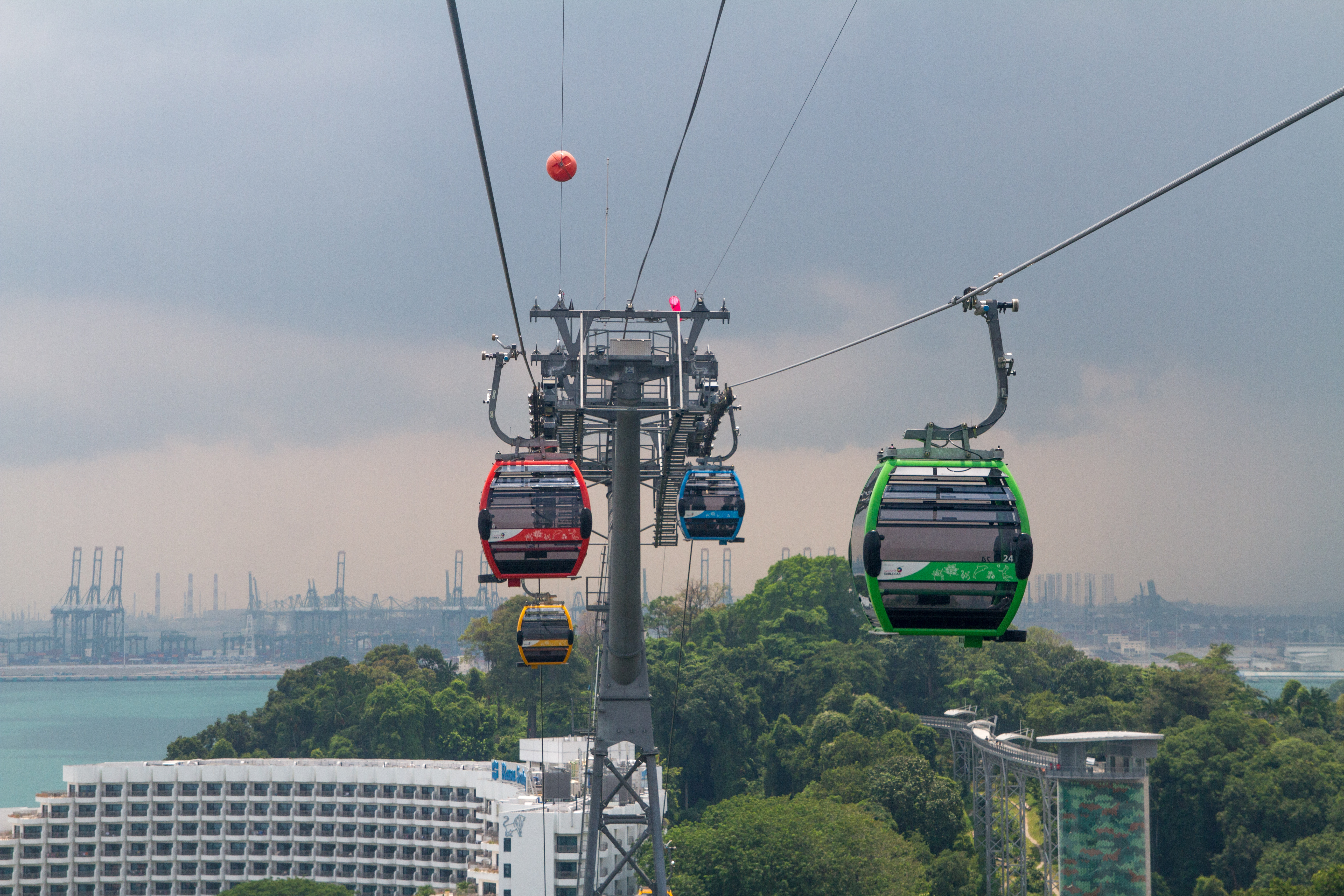
シンガポール・ケーブルカー
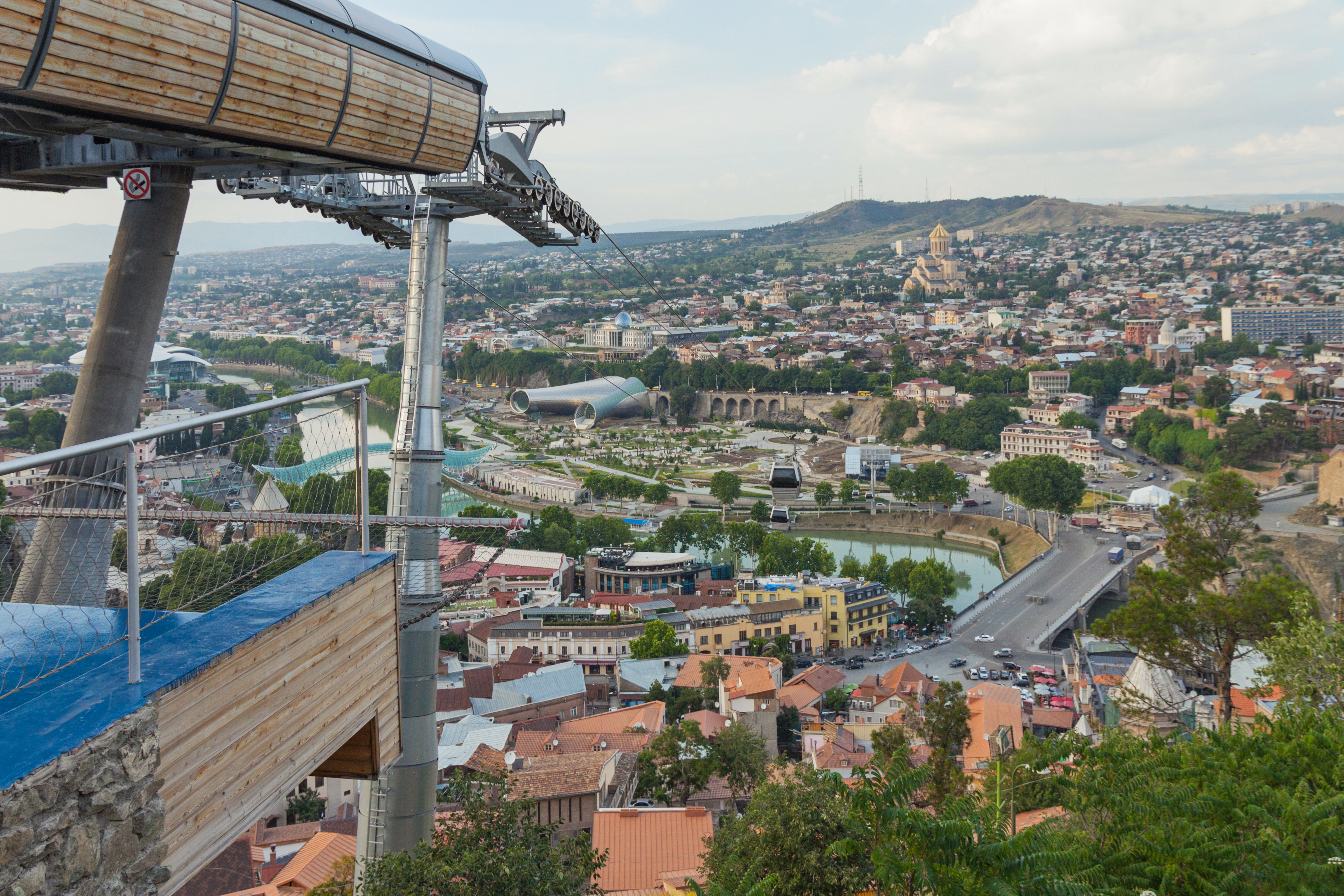
ナリカラ・ロープウェイ
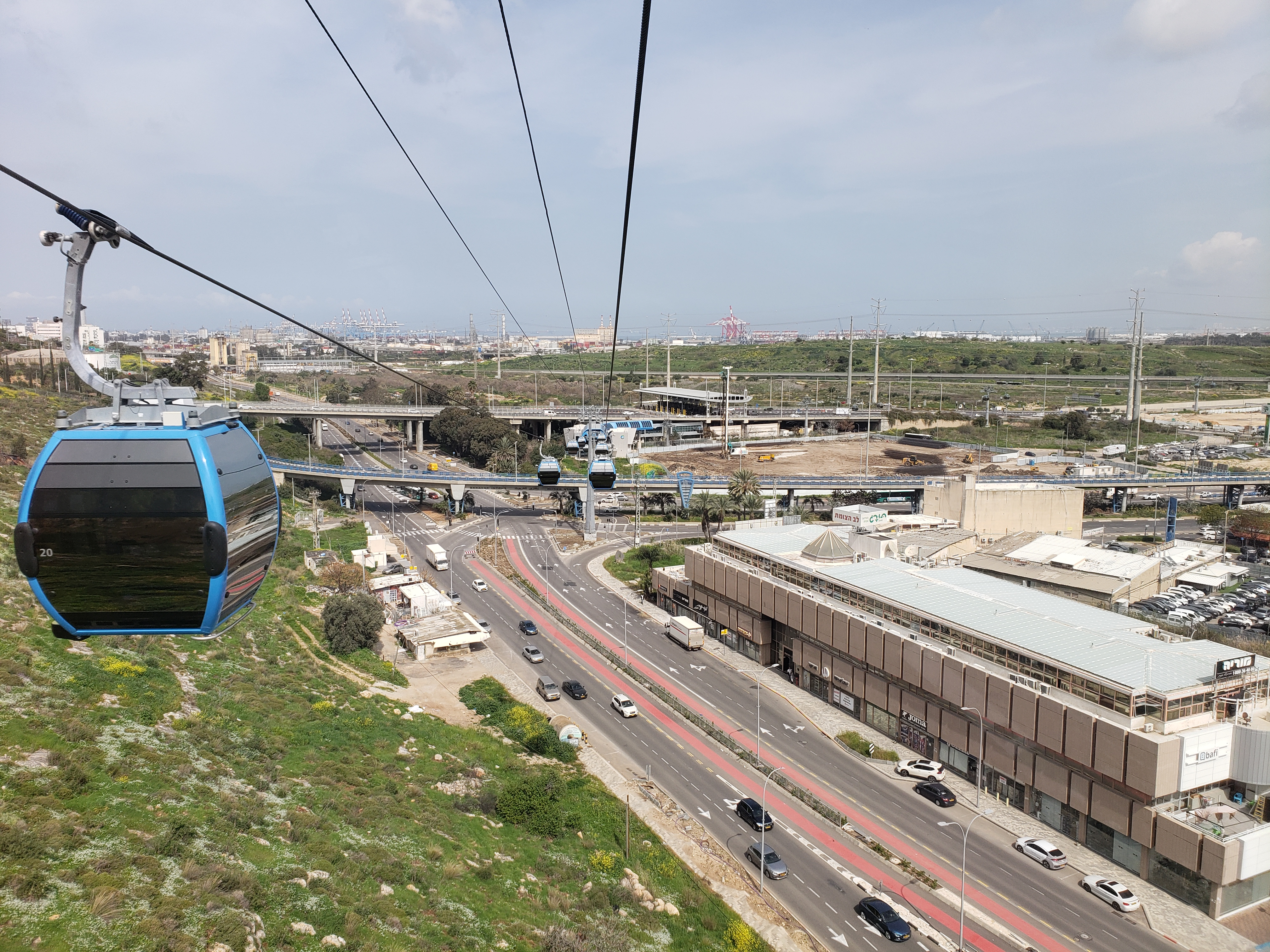
ラカバリット
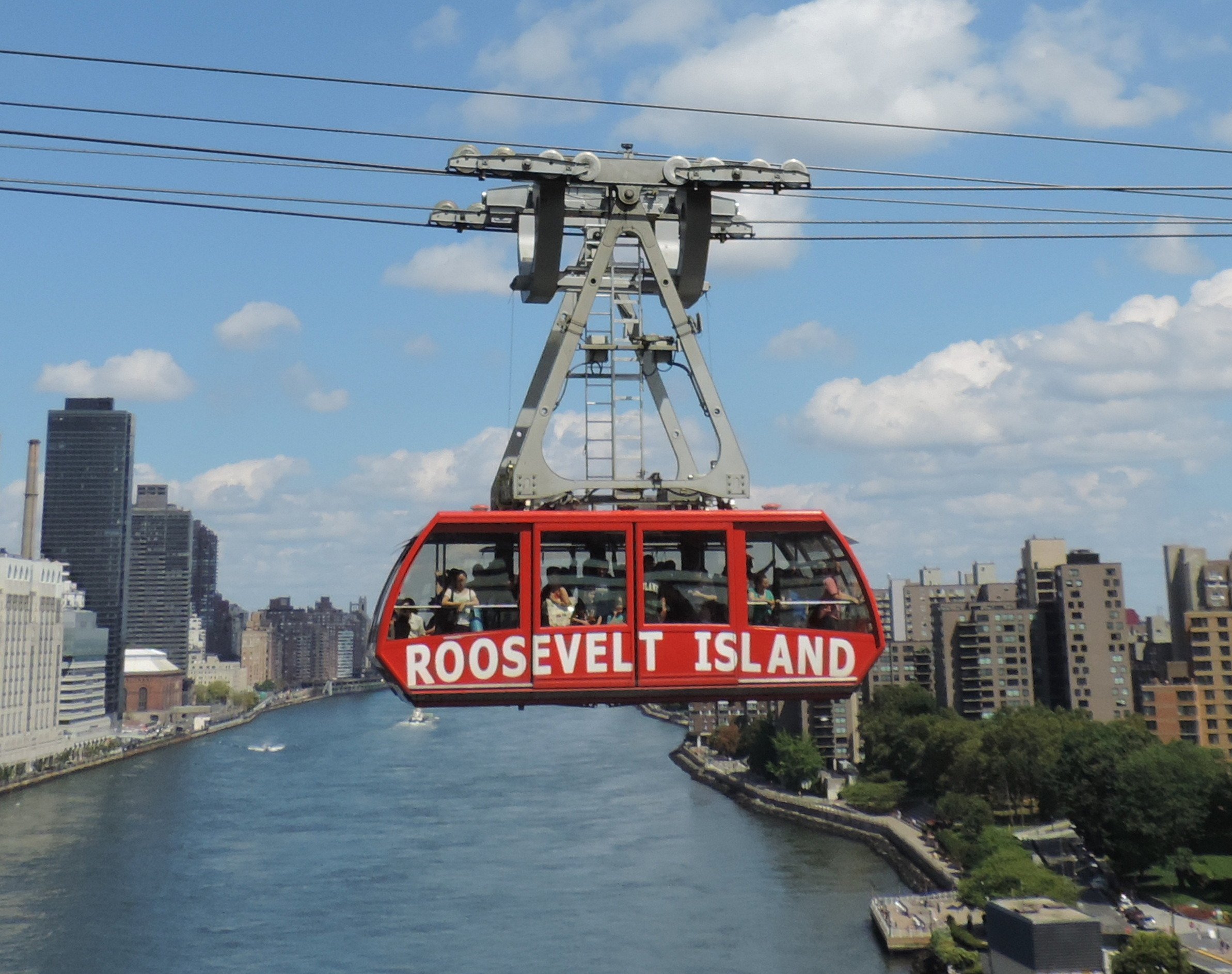
ルーズベルト・アイランド・トラムウェイ
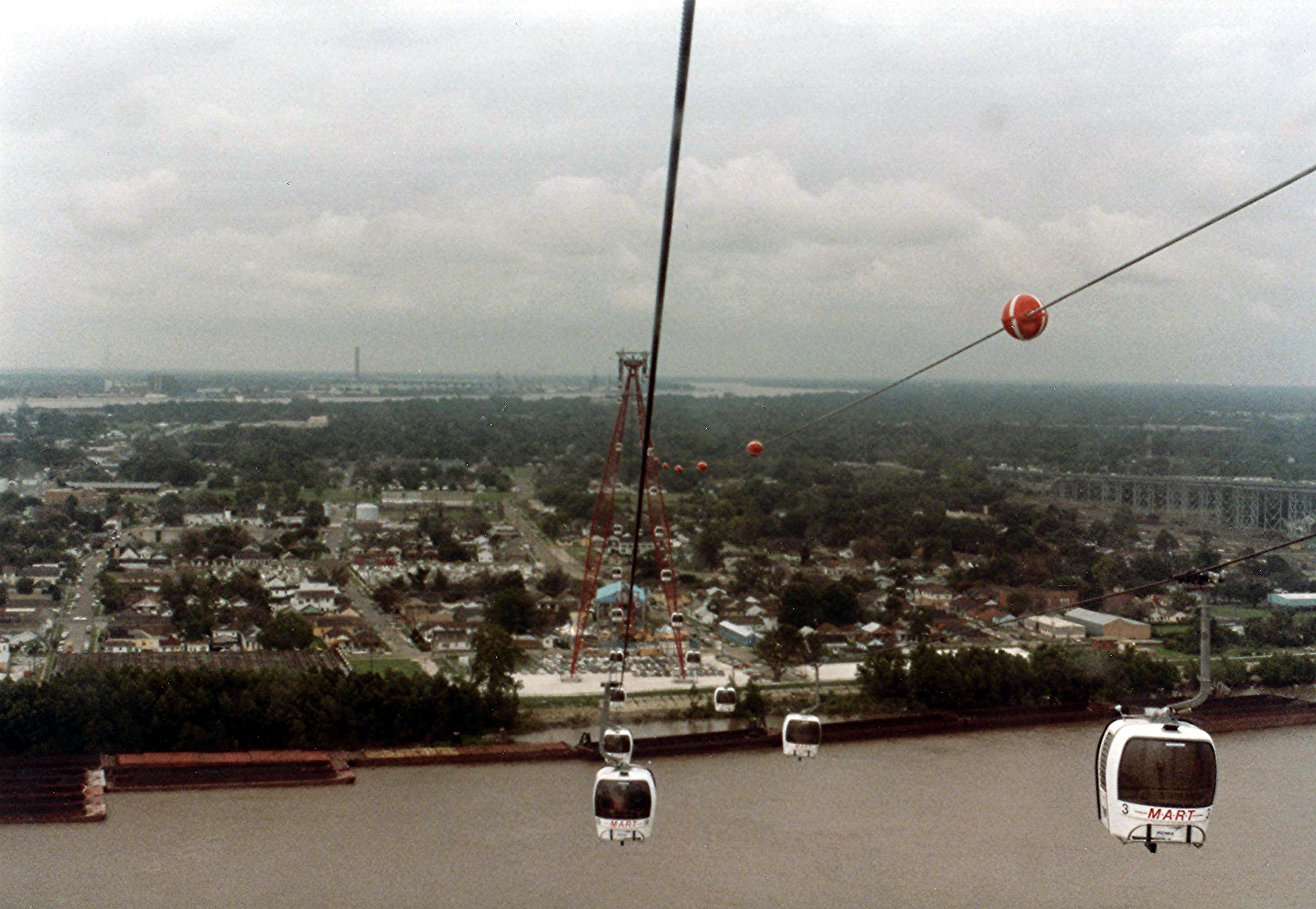
ミシシッピ・エアリアル・リバー・トランジット
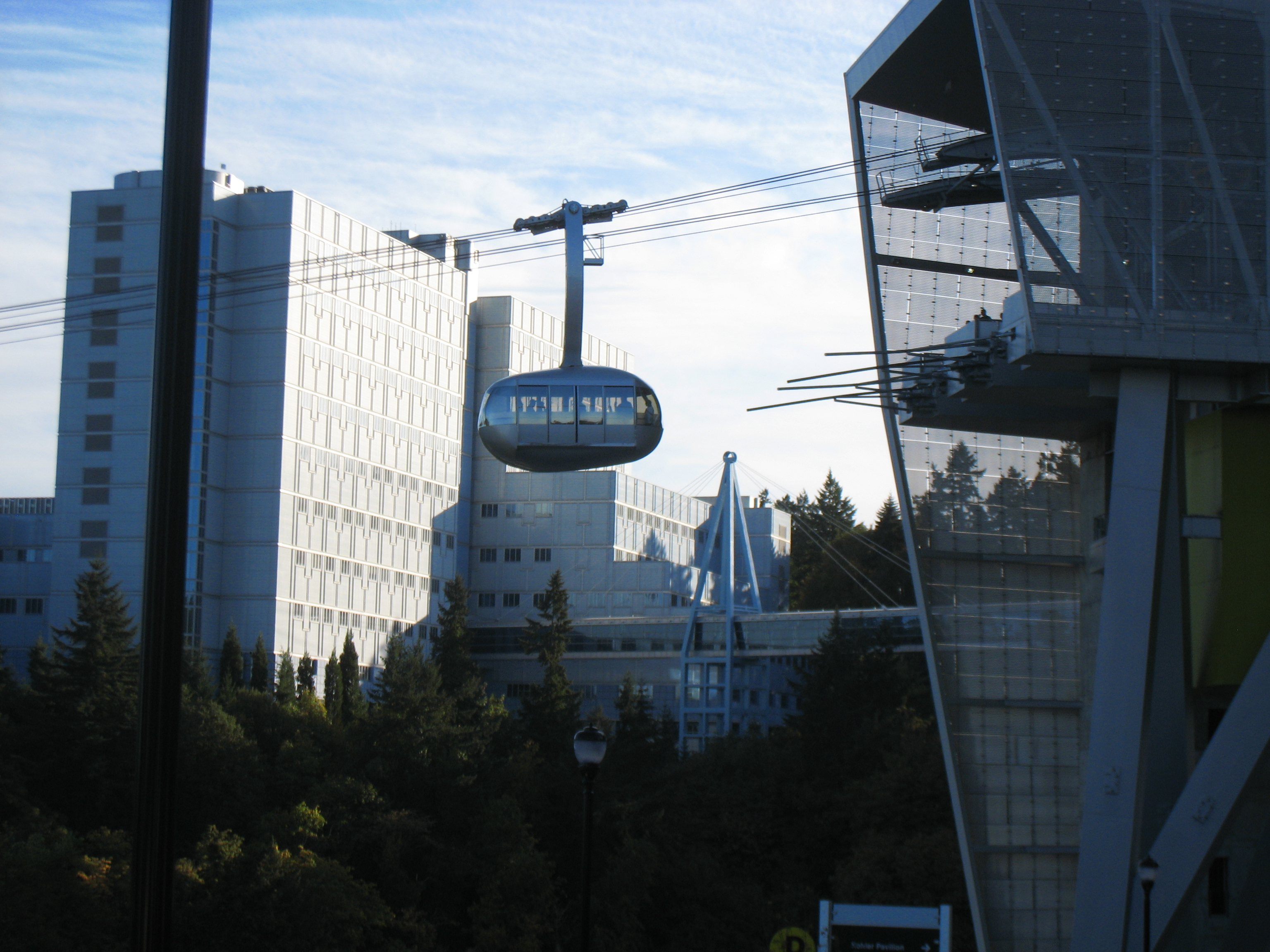
ポートランド・エアリアルトラム
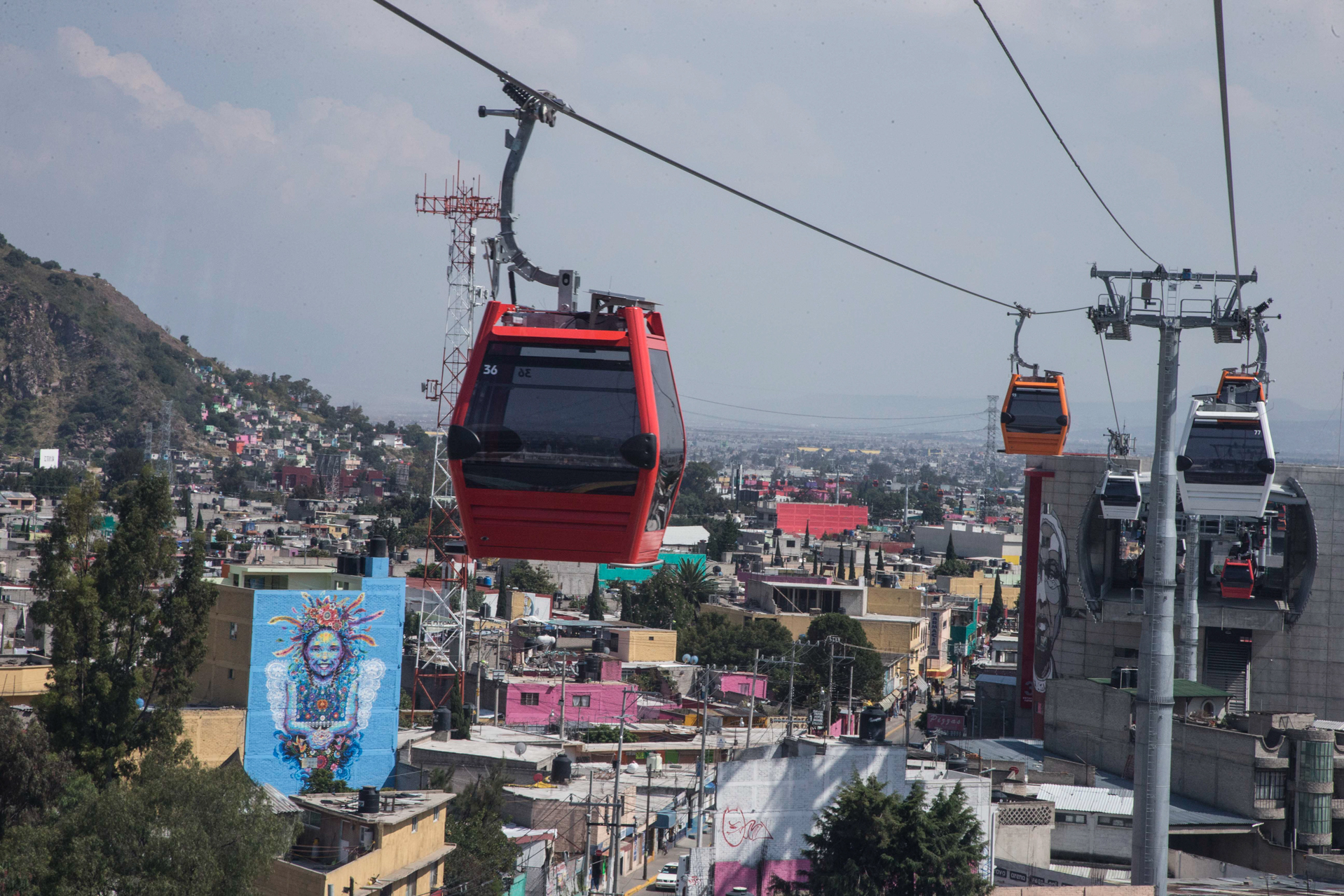
メヒカブレ
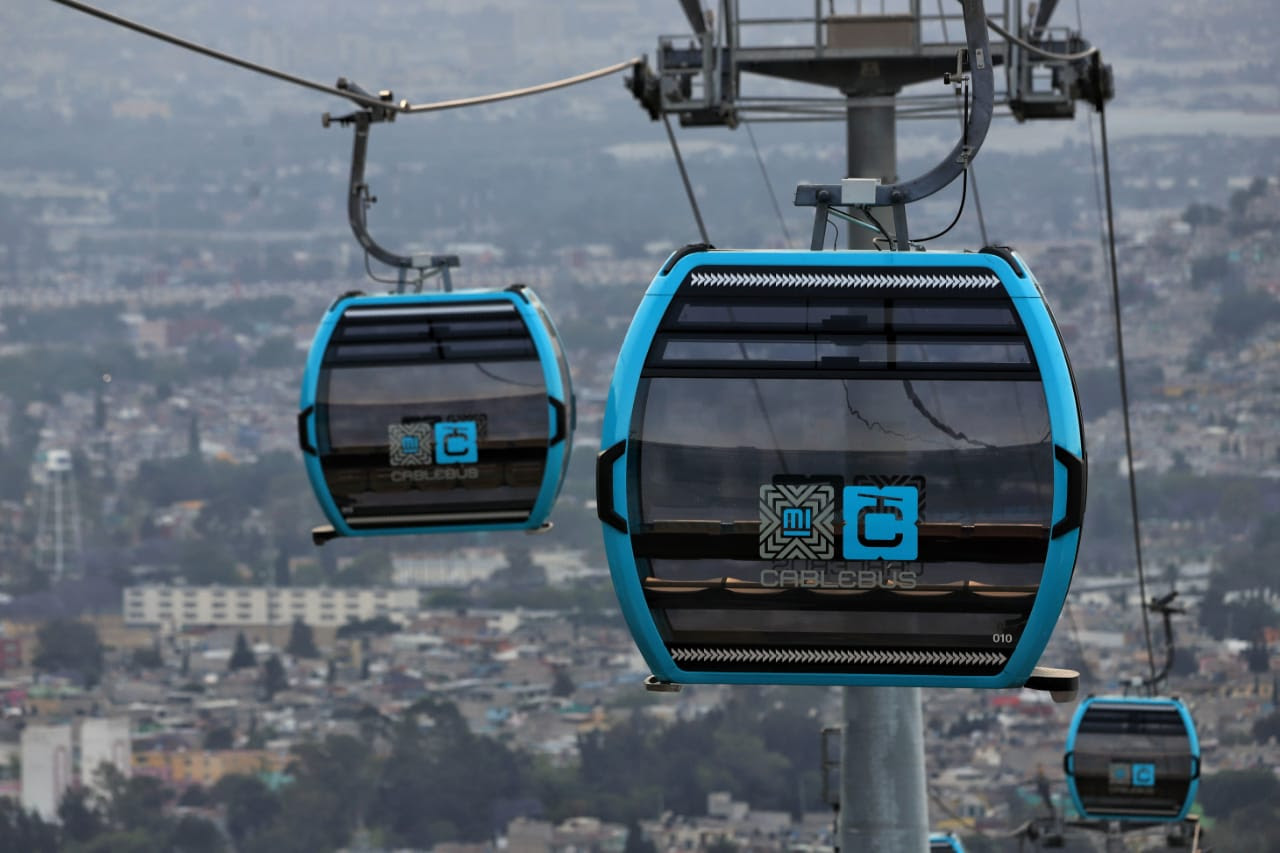
カブレブス
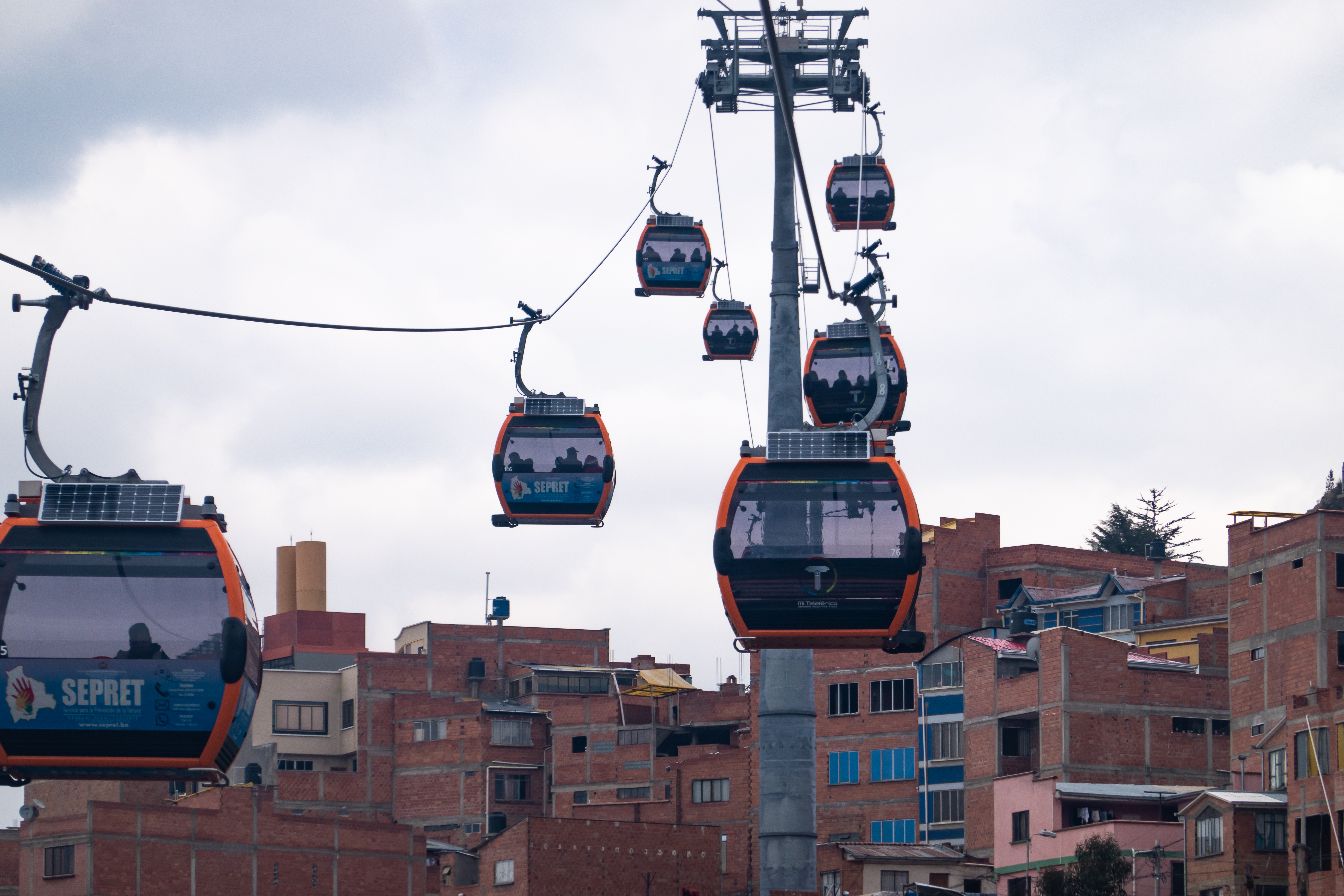
ミ・テレフェリコ
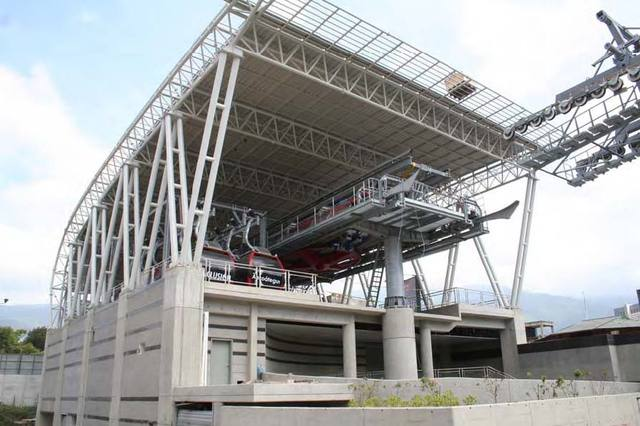
メトロカブレ・デ・カラカス
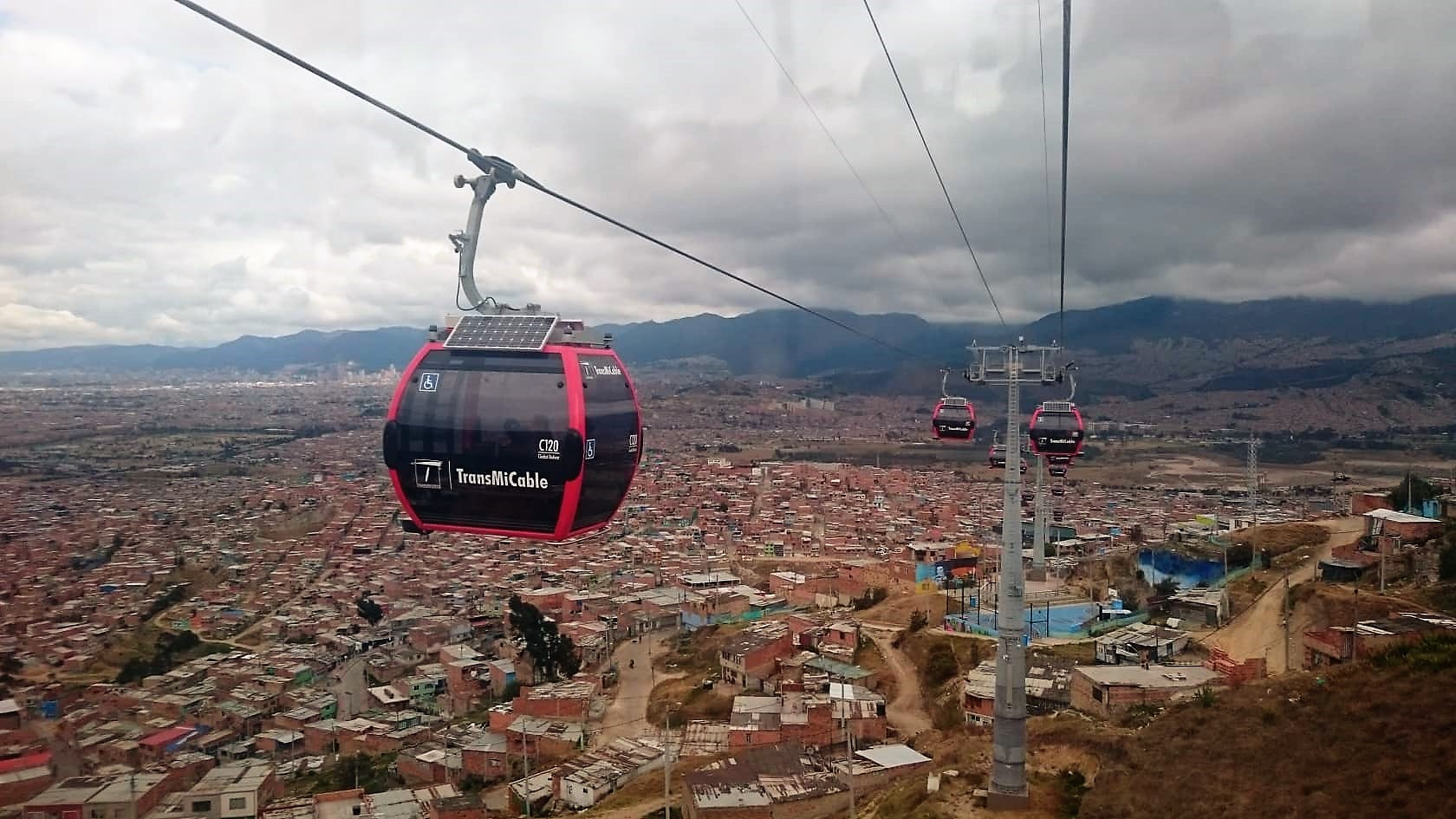
トランス・ミ・カブレ
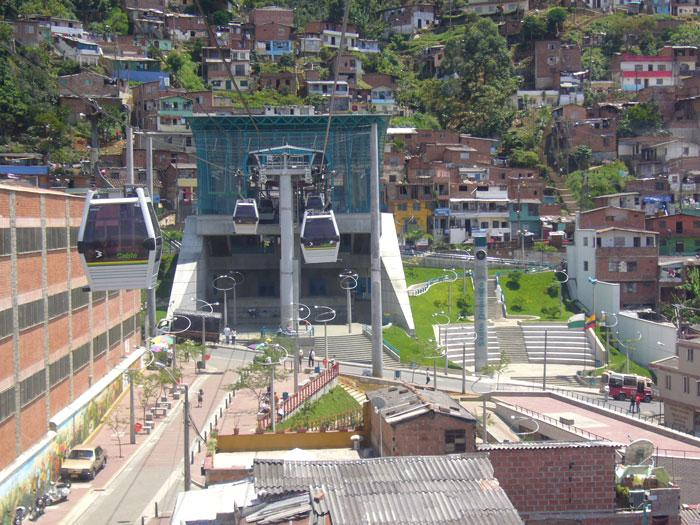
メトロカブレ・デ・メデジン
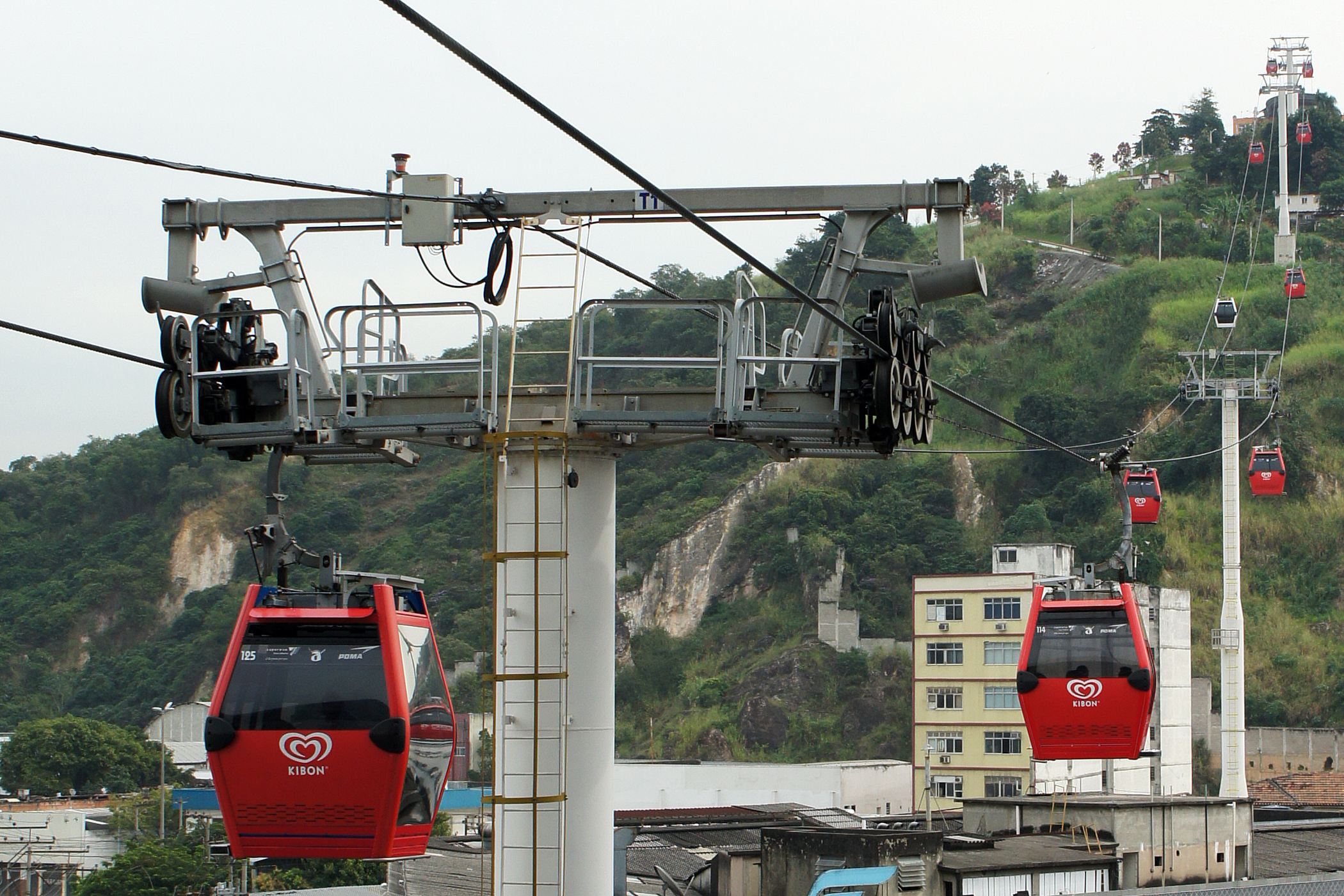
テレフェリコ・ド・アレマン
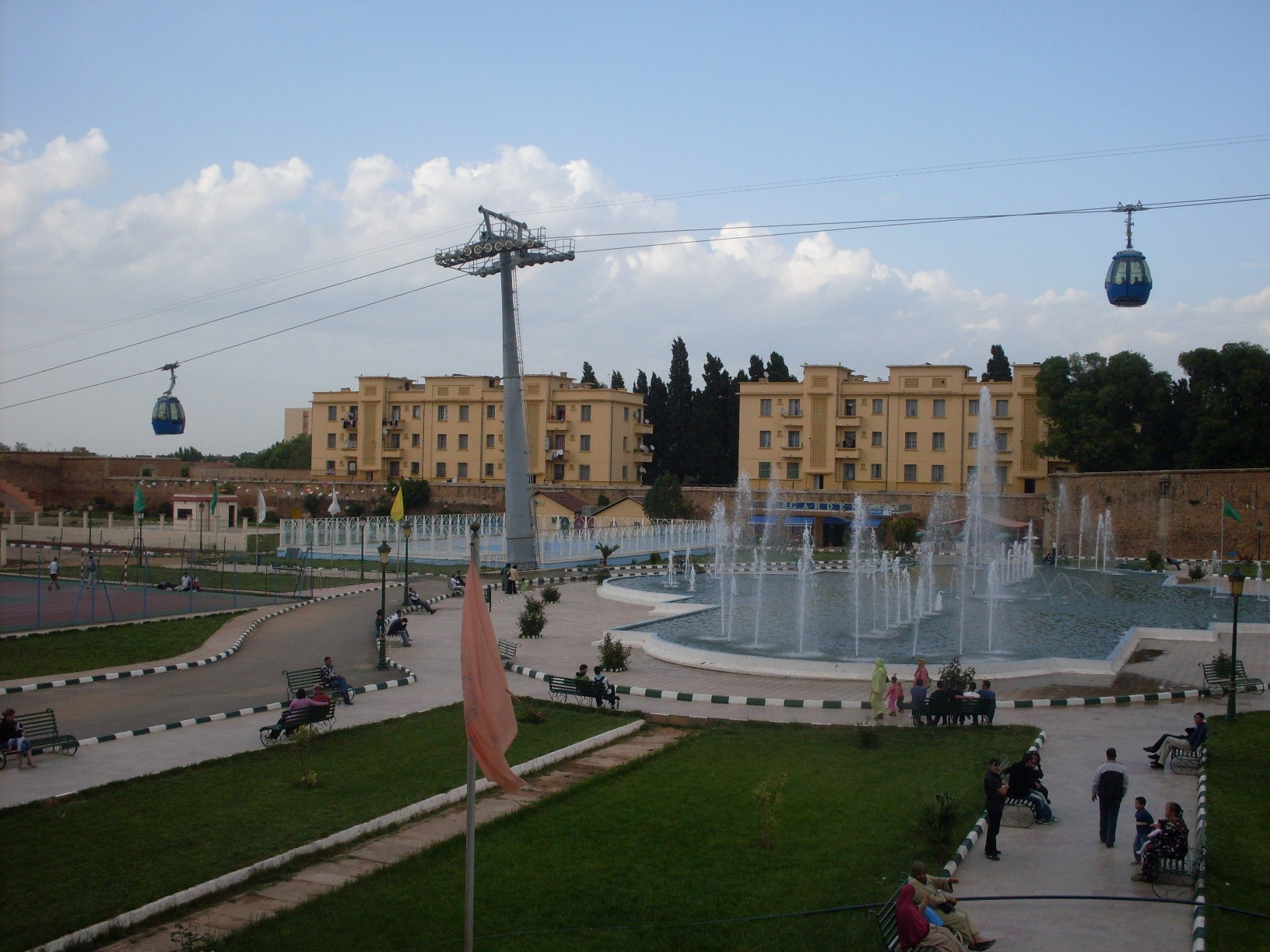
テレフェリク・トレムセン
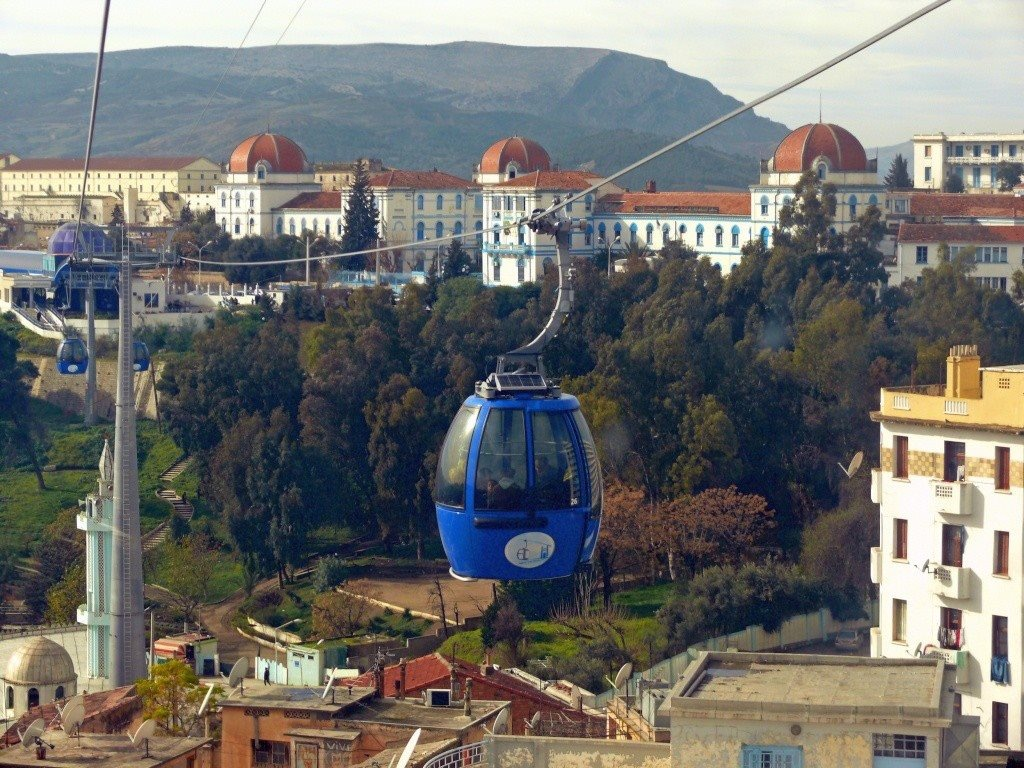
テレフェリク・コンスタンティーヌ
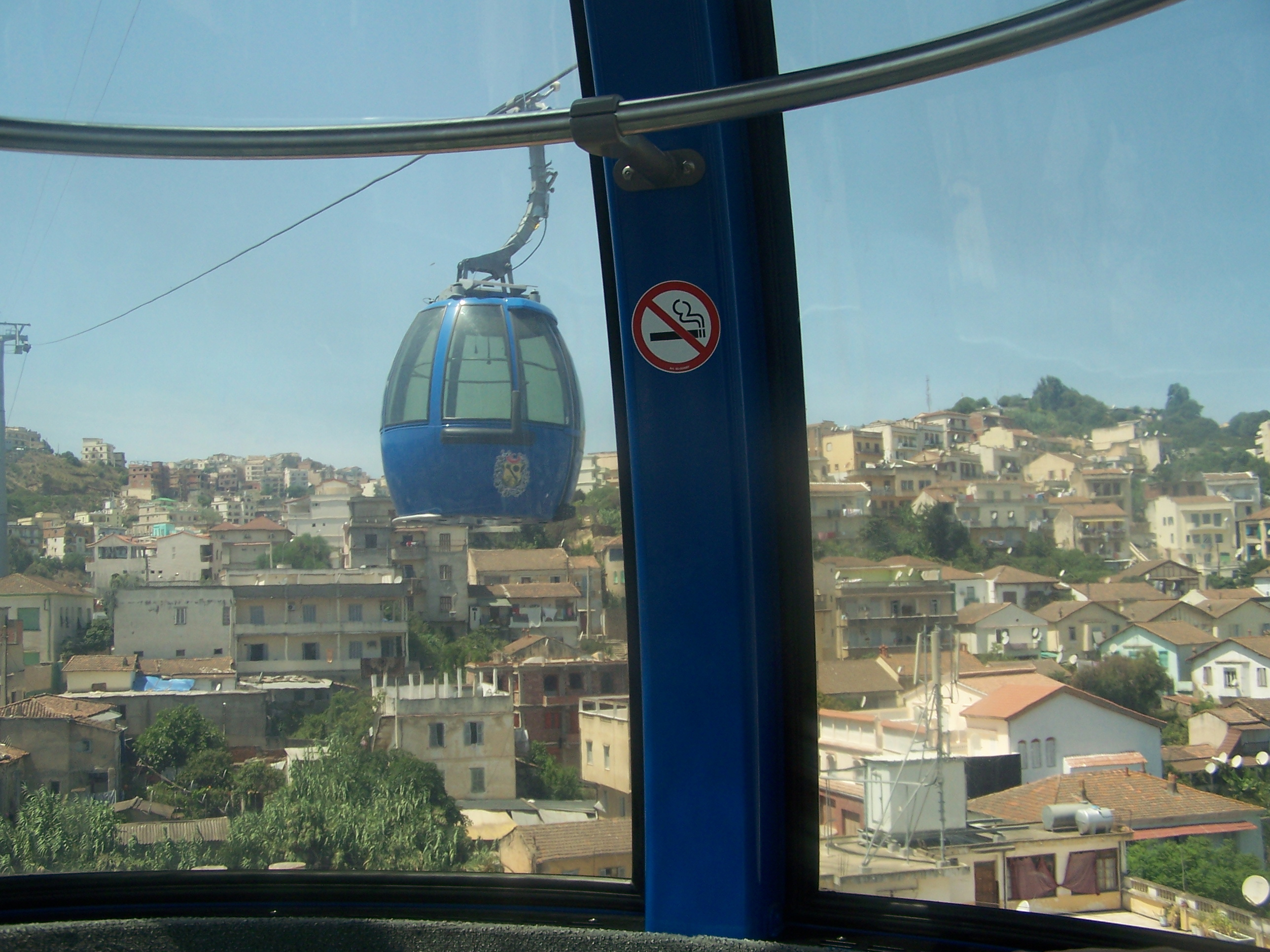
テレフェリク・スキクダ

## 都市索道の実績があるメーカー
- ドッペルマイヤー・ガラベンタ・グループ - ザイルバーン・コブレンツ、エミレーツ・エア・ライン、シンガポール・ケーブルカーなど
- ポマ - ニジニ・ノヴゴロド・ロープウェイ、猫空ロープウェイ、ルーズベルト・アイランド・トラムウェイ、メトロカブレ・デ・メデジンなど
- ライトナー・グループ - テレフェリコ・デ・モンジュイック、ナリカラ・ロープウェイなど
- 日本ケーブル - YOKOHAMA AIR CABIN
- 樫山工業 - よみうりランドスカイシャトル
- 安全索道 - レインボーロープウェイ